# Lista de asteroides (245001-246000)
Esta é uma lista parcial de asteroides, do asteroide número 245001 até o 246000, inclusive. Veja também o índice com todas as listas disponíveis.

| Objeto Próximos à Terra | Cinturão de asteroides (interno) | Cinturão de asteroides (externo) | Centauro       |
| Cruzador de Marte       | Cinturão de asteroides (meio)    | Troianos de Júpiter              | Transnetuniano |

Veja mais dados de cada asteroide na ligação externa para o Minor Planet Center na última coluna.
Índice: 245001... 245101... 245201... 245301... 245401... 245501... 245601... 245701... 245801... 245901... 

## 245001–245100
| Designação | Designação | Descoberta  | Descoberta    | Descobridor(es) | Categoria | Mais informações / Referência |
| Permanente | Provisória | Data        | Local         | Descobridor(es) | Categoria | Mais informações / Referência |
| ---------- | ---------- | ----------- | ------------- | --------------- | --------- | ----------------------------- |
| 245001     | 2004 CQ29  | 12 fev 2004 | Kitt Peak     | Spacewatch      | —         | MPC                           |
| 245002     | 2004 CE34  | 13 fev 2004 | Kitt Peak     | Spacewatch      | Brangane  | MPC                           |
| 245003     | 2004 CR44  | 13 fev 2004 | Kitt Peak     | Spacewatch      | —         | MPC                           |
| 245004     | 2004 CN50  | 14 fev 2004 | Haleakalā     | NEAT            | —         | MPC                           |
| 245005     | 2004 CK53  | 11 fev 2004 | Palomar       | NEAT            | —         | MPC                           |
| 245006     | 2004 CX56  | 10 fev 2004 | Palomar       | NEAT            | —         | MPC                           |
| 245007     | 2004 CV72  | 13 fev 2004 | Kitt Peak     | Spacewatch      | Juno      | MPC                           |
| 245008     | 2004 CQ76  | 11 fev 2004 | Palomar       | NEAT            | —         | MPC                           |
| 245009     | 2004 CP85  | 14 fev 2004 | Kitt Peak     | Spacewatch      | —         | MPC                           |
| 245010     | 2004 CY95  | 14 fev 2004 | Kitt Peak     | Spacewatch      | —         | MPC                           |
| 245011     | 2004 CM107 | 14 fev 2004 | Kitt Peak     | Spacewatch      | —         | MPC                           |
| 245012     | 2004 CR107 | 14 fev 2004 | Kitt Peak     | Spacewatch      | —         | MPC                           |
| 245013     | 2004 CJ108 | 15 fev 2004 | Socorro       | LINEAR          | —         | MPC                           |
| 245014     | 2004 CU111 | 14 fev 2004 | Kitt Peak     | Spacewatch      | —         | MPC                           |
| 245015     | 2004 CB115 | 14 fev 2004 | Socorro       | LINEAR          | —         | MPC                           |
| 245016     | 2004 DH10  | 18 fev 2004 | Desert Eagle  | W. K. Y. Yeung  | —         | MPC                           |
| 245017     | 2004 DM39  | 22 fev 2004 | Kitt Peak     | Spacewatch      | —         | MPC                           |
| 245018     | 2004 DL51  | 23 fev 2004 | Socorro       | LINEAR          | —         | MPC                           |
| 245019     | 2004 DP59  | 25 fev 2004 | Desert Eagle  | W. K. Y. Yeung  | —         | MPC                           |
| 245020     | 2004 DQ61  | 26 fev 2004 | Socorro       | LINEAR          | —         | MPC                           |
| 245021     | 2004 DN62  | 23 fev 2004 | Socorro       | LINEAR          | Brangane  | MPC                           |
| 245022     | 2004 DB66  | 23 fev 2004 | Socorro       | LINEAR          | —         | MPC                           |
| 245023     | 2004 DB69  | 26 fev 2004 | Kitt Peak     | M. W. Buie      | —         | MPC                           |
| 245024     | 2004 EV3   | 10 mar 2004 | Palomar       | NEAT            | —         | MPC                           |
| 245025     | 2004 EL10  | 14 mar 2004 | Kitt Peak     | Spacewatch      | Brangane  | MPC                           |
| 245026     | 2004 EG12  | 11 mar 2004 | Palomar       | NEAT            | —         | MPC                           |
| 245027     | 2004 EQ13  | 11 mar 2004 | Palomar       | NEAT            | Ursula    | MPC                           |
| 245028     | 2004 EM17  | 12 mar 2004 | Palomar       | NEAT            | —         | MPC                           |
| 245029     | 2004 EX21  | 15 mar 2004 | Desert Eagle  | W. K. Y. Yeung  | —         | MPC                           |
| 245030     | 2004 EH23  | 15 mar 2004 | Socorro       | LINEAR          | —         | MPC                           |
| 245031     | 2004 EE45  | 15 mar 2004 | Kitt Peak     | Spacewatch      | —         | MPC                           |
| 245032     | 2004 EB52  | 15 mar 2004 | Kitt Peak     | Spacewatch      | —         | MPC                           |
| 245033     | 2004 EB56  | 14 mar 2004 | Palomar       | NEAT            | —         | MPC                           |
| 245034     | 2004 EE58  | 15 mar 2004 | Catalina      | CSS             | Brangane  | MPC                           |
| 245035     | 2004 EK63  | 13 mar 2004 | Palomar       | NEAT            | —         | MPC                           |
| 245036     | 2004 EM69  | 15 mar 2004 | Kitt Peak     | Spacewatch      | Brangane  | MPC                           |
| 245037     | 2004 EB75  | 14 mar 2004 | Kitt Peak     | Spacewatch      | —         | MPC                           |
| 245038     | 2004 EL76  | 15 mar 2004 | Kitt Peak     | Spacewatch      | —         | MPC                           |
| 245039     | 2004 EM77  | 15 mar 2004 | Socorro       | LINEAR          | —         | MPC                           |
| 245040     | 2004 EZ80  | 15 mar 2004 | Socorro       | LINEAR          | —         | MPC                           |
| 245041     | 2004 EK87  | 14 mar 2004 | Kitt Peak     | Spacewatch      | —         | MPC                           |
| 245042     | 2004 FZ19  | 16 mar 2004 | Socorro       | LINEAR          | —         | MPC                           |
| 245043     | 2004 FD20  | 16 mar 2004 | Socorro       | LINEAR          | —         | MPC                           |
| 245044     | 2004 FU24  | 17 mar 2004 | Socorro       | LINEAR          | —         | MPC                           |
| 245045     | 2004 FQ26  | 17 mar 2004 | Kitt Peak     | Spacewatch      | —         | MPC                           |
| 245046     | 2004 FT31  | 30 mar 2004 | Socorro       | LINEAR          | Juno      | MPC                           |
| 245047     | 2004 FN46  | 17 mar 2004 | Socorro       | LINEAR          | —         | MPC                           |
| 245048     | 2004 FL69  | 16 mar 2004 | Kitt Peak     | Spacewatch      | —         | MPC                           |
| 245049     | 2004 FU71  | 17 mar 2004 | Kitt Peak     | Spacewatch      | —         | MPC                           |
| 245050     | 2004 FA79  | 19 mar 2004 | Kitt Peak     | Spacewatch      | —         | MPC                           |
| 245051     | 2004 FK80  | 22 mar 2004 | Socorro       | LINEAR          | —         | MPC                           |
| 245052     | 2004 FO85  | 18 mar 2004 | Kitt Peak     | Spacewatch      | —         | MPC                           |
| 245053     | 2004 FT91  | 22 mar 2004 | Socorro       | LINEAR          | —         | MPC                           |
| 245054     | 2004 FW97  | 23 mar 2004 | Socorro       | LINEAR          | —         | MPC                           |
| 245055     | 2004 FS98  | 19 mar 2004 | Socorro       | LINEAR          | Ursula    | MPC                           |
| 245056     | 2004 FN107 | 20 mar 2004 | Socorro       | LINEAR          | —         | MPC                           |
| 245057     | 2004 FW129 | 20 mar 2004 | Socorro       | LINEAR          | —         | MPC                           |
| 245058     | 2004 FL132 | 23 mar 2004 | Kitt Peak     | Spacewatch      | Brangane  | MPC                           |
| 245059     | 2004 FS133 | 24 mar 2004 | Catalina      | CSS             | Juno      | MPC                           |
| 245060     | 2004 FF147 | 28 mar 2004 | Anderson Mesa | LONEOS          | —         | MPC                           |
| 245061     | 2004 FN148 | 29 mar 2004 | Socorro       | LINEAR          | —         | MPC                           |
| 245062     | 2004 GF3   | 9 abr 2004  | Siding Spring | SSS             | Brangane  | MPC                           |
| 245063     | 2004 GD5   | 11 abr 2004 | Palomar       | NEAT            | —         | MPC                           |
| 245064     | 2004 GL7   | 12 abr 2004 | Kitt Peak     | Spacewatch      | —         | MPC                           |
| 245065     | 2004 GV10  | 13 abr 2004 | Kitt Peak     | Spacewatch      | Ursula    | MPC                           |
| 245066     | 2004 GG12  | 9 abr 2004  | Siding Spring | SSS             | —         | MPC                           |
| 245067     | 2004 GX21  | 12 abr 2004 | Catalina      | CSS             | —         | MPC                           |
| 245068     | 2004 GY39  | 15 abr 2004 | Siding Spring | SSS             | —         | MPC                           |
| 245069     | 2004 GG53  | 13 abr 2004 | Kitt Peak     | Spacewatch      | —         | MPC                           |
| 245070     | 2004 GA57  | 14 abr 2004 | Kitt Peak     | Spacewatch      | —         | MPC                           |
| 245071     | 2004 GX58  | 15 abr 2004 | Anderson Mesa | LONEOS          | —         | MPC                           |
| 245072     | 2004 GR59  | 13 abr 2004 | Kitt Peak     | Spacewatch      | —         | MPC                           |
| 245073     | 2004 GS77  | 15 abr 2004 | Socorro       | LINEAR          | —         | MPC                           |
| 245074     | 2004 HJ    | 16 abr 2004 | Socorro       | LINEAR          | —         | MPC                           |
| 245075     | 2004 HB12  | 19 abr 2004 | Socorro       | LINEAR          | —         | MPC                           |
| 245076     | 2004 HC64  | 25 abr 2004 | Kitt Peak     | Spacewatch      | —         | MPC                           |
| 245077     | 2004 JV1   | 10 mai 2004 | Reedy Creek   | J. Broughton    | —         | MPC                           |
| 245078     | 2004 JU36  | 13 mai 2004 | Kitt Peak     | Spacewatch      | —         | MPC                           |
| 245079     | 2004 JD42  | 15 mai 2004 | Siding Spring | SSS             | —         | MPC                           |
| 245080     | 2004 LN4   | 11 jun 2004 | Socorro       | LINEAR          | —         | MPC                           |
| 245081     | 2004 MK6   | 20 jun 2004 | Socorro       | LINEAR          | —         | MPC                           |
| 245082     | 2004 NY10  | 10 jul 2004 | Catalina      | CSS             | —         | MPC                           |
| 245083     | 2004 NK14  | 11 jul 2004 | Socorro       | LINEAR          | —         | MPC                           |
| 245084     | 2004 NV28  | 14 jul 2004 | Socorro       | LINEAR          | —         | MPC                           |
| 245085     | 2004 OV6   | 16 jul 2004 | Socorro       | LINEAR          | —         | MPC                           |
| 245086     | 2004 OL11  | 25 jul 2004 | Anderson Mesa | LONEOS          | —         | MPC                           |
| 245087     | 2004 PU    | 6 ago 2004  | Palomar       | NEAT            | —         | MPC                           |
| 245088     | 2004 PJ7   | 6 ago 2004  | Palomar       | NEAT            | —         | MPC                           |
| 245089     | 2004 PZ8   | 6 ago 2004  | Palomar       | NEAT            | —         | MPC                           |
| 245090     | 2004 PB9   | 6 ago 2004  | Palomar       | NEAT            | —         | MPC                           |
| 245091     | 2004 PA12  | 7 ago 2004  | Palomar       | NEAT            | —         | MPC                           |
| 245092     | 2004 PA14  | 7 ago 2004  | Palomar       | NEAT            | —         | MPC                           |
| 245093     | 2004 PC24  | 8 ago 2004  | Socorro       | LINEAR          | Juno      | MPC                           |
| 245094     | 2004 PT25  | 8 ago 2004  | Socorro       | LINEAR          | Mitidika  | MPC                           |
| 245095     | 2004 PY25  | 8 ago 2004  | Socorro       | LINEAR          | —         | MPC                           |
| 245096     | 2004 PF27  | 8 ago 2004  | Reedy Creek   | J. Broughton    | —         | MPC                           |
| 245097     | 2004 PD33  | 8 ago 2004  | Socorro       | LINEAR          | —         | MPC                           |
| 245098     | 2004 PN34  | 8 ago 2004  | Anderson Mesa | LONEOS          | —         | MPC                           |
| 245099     | 2004 PQ37  | 9 ago 2004  | Socorro       | LINEAR          | —         | MPC                           |
| 245100     | 2004 PY38  | 9 ago 2004  | Anderson Mesa | LONEOS          | —         | MPC                           |

## 245101–245200
| Designação           | Designação | Descoberta  | Descoberta       | Descobridor(es)       | Categoria | Mais informações / Referência |
| Permanente           | Provisória | Data        | Local            | Descobridor(es)       | Categoria | Mais informações / Referência |
| -------------------- | ---------- | ----------- | ---------------- | --------------------- | --------- | ----------------------------- |
| 245101               | 2004 PS39  | 9 ago 2004  | Anderson Mesa    | LONEOS                | —         | MPC                           |
| 245102               | 2004 PL40  | 9 ago 2004  | Socorro          | LINEAR                | —         | MPC                           |
| 245103               | 2004 PW58  | 9 ago 2004  | Socorro          | LINEAR                | —         | MPC                           |
| 245104               | 2004 PF59  | 9 ago 2004  | Socorro          | LINEAR                | —         | MPC                           |
| 245105               | 2004 PB65  | 10 ago 2004 | Socorro          | LINEAR                | —         | MPC                           |
| 245106               | 2004 PL70  | 7 ago 2004  | Campo Imperatore | CINEOS                | —         | MPC                           |
| 245107               | 2004 PG79  | 9 ago 2004  | Socorro          | LINEAR                | —         | MPC                           |
| 245108               | 2004 PY80  | 10 ago 2004 | Socorro          | LINEAR                | —         | MPC                           |
| 245109               | 2004 PR89  | 10 ago 2004 | Campo Imperatore | CINEOS                | Ursula    | MPC                           |
| 245110               | 2004 PO97  | 15 ago 2004 | Pla D'Arguines   | Pla D'Arguines Obs.   | —         | MPC                           |
| 245111               | 2004 PM98  | 8 ago 2004  | Socorro          | LINEAR                | —         | MPC                           |
| 245112               | 2004 PE101 | 11 ago 2004 | Socorro          | LINEAR                | —         | MPC                           |
| 245113               | 2004 PD114 | 15 ago 2004 | Palomar          | NEAT                  | —         | MPC                           |
| 245114               | 2004 PJ114 | 8 ago 2004  | Palomar          | NEAT                  | —         | MPC                           |
| 245115               | 2004 QO12  | 21 ago 2004 | Siding Spring    | SSS                   | —         | MPC                           |
| 245116               | 2004 QY12  | 21 ago 2004 | Siding Spring    | SSS                   | Brangane  | MPC                           |
| 245117               | 2004 QN14  | 21 ago 2004 | Catalina         | CSS                   | —         | MPC                           |
| 245118               | 2004 QG18  | 20 ago 2004 | Socorro          | LINEAR                | —         | MPC                           |
| 245119               | 2004 QS20  | 20 ago 2004 | Catalina         | CSS                   | —         | MPC                           |
| 245120               | 2004 QP21  | 23 ago 2004 | Kitt Peak        | Spacewatch            | —         | MPC                           |
| 245121               | 2004 QX27  | 16 ago 2004 | Palomar          | NEAT                  | —         | MPC                           |
| 245122               | 2004 RG6   | 4 set 2004  | Palomar          | NEAT                  | —         | MPC                           |
| 245123               | 2004 RE18  | 7 set 2004  | Socorro          | LINEAR                | —         | MPC                           |
| 245124               | 2004 RN47  | 8 set 2004  | Socorro          | LINEAR                | —         | MPC                           |
| 245125               | 2004 RQ52  | 8 set 2004  | Socorro          | LINEAR                | —         | MPC                           |
| 245126               | 2004 RJ57  | 8 set 2004  | Socorro          | LINEAR                | —         | MPC                           |
| 245127               | 2004 RD65  | 8 set 2004  | Socorro          | LINEAR                | —         | MPC                           |
| 245128               | 2004 RE66  | 8 set 2004  | Socorro          | LINEAR                | —         | MPC                           |
| 245129               | 2004 RR68  | 8 set 2004  | Socorro          | LINEAR                | —         | MPC                           |
| 245130               | 2004 RB76  | 8 set 2004  | Socorro          | LINEAR                | —         | MPC                           |
| 245131               | 2004 RD78  | 8 set 2004  | Socorro          | LINEAR                | —         | MPC                           |
| 245132               | 2004 RV88  | 8 set 2004  | Socorro          | LINEAR                | —         | MPC                           |
| 245133               | 2004 RL94  | 8 set 2004  | Socorro          | LINEAR                | —         | MPC                           |
| 245134               | 2004 RT95  | 8 set 2004  | Socorro          | LINEAR                | Brangane  | MPC                           |
| 245135               | 2004 RP104 | 8 set 2004  | Palomar          | NEAT                  | —         | MPC                           |
| 245136               | 2004 RJ106 | 8 set 2004  | Palomar          | NEAT                  | —         | MPC                           |
| 245137               | 2004 RY106 | 9 set 2004  | Socorro          | LINEAR                | —         | MPC                           |
| 245138               | 2004 RU172 | 9 set 2004  | Kitt Peak        | Spacewatch            | —         | MPC                           |
| 245139               | 2004 RQ214 | 11 set 2004 | Socorro          | LINEAR                | —         | MPC                           |
| 245140               | 2004 RX237 | 10 set 2004 | Kitt Peak        | Spacewatch            | —         | MPC                           |
| 245141               | 2004 RM248 | 12 set 2004 | Socorro          | LINEAR                | —         | MPC                           |
| 245142               | 2004 RQ257 | 9 set 2004  | Anderson Mesa    | LONEOS                | —         | MPC                           |
| 245143               | 2004 RR257 | 9 set 2004  | Anderson Mesa    | LONEOS                | —         | MPC                           |
| 245144               | 2004 RB288 | 15 set 2004 | 7300 Observatory | W. K. Y. Yeung        | —         | MPC                           |
| 245145               | 2004 RW291 | 10 set 2004 | Socorro          | LINEAR                | —         | MPC                           |
| 245146               | 2004 RV311 | 14 set 2004 | Socorro          | LINEAR                | —         | MPC                           |
| 245147               | 2004 RS319 | 13 set 2004 | Socorro          | LINEAR                | —         | MPC                           |
| 245148               | 2004 RJ329 | 15 set 2004 | Anderson Mesa    | LONEOS                | —         | MPC                           |
| 245149               | 2004 RZ331 | 14 set 2004 | Palomar          | NEAT                  | —         | MPC                           |
| 245150               | 2004 RM332 | 14 set 2004 | Palomar          | NEAT                  | —         | MPC                           |
| 245151               | 2004 RG339 | 15 set 2004 | Kitt Peak        | Spacewatch            | —         | MPC                           |
| 245152               | 2004 RP341 | 7 set 2004  | Socorro          | LINEAR                | —         | MPC                           |
| 245153               | 2004 SJ13  | 17 set 2004 | Socorro          | LINEAR                | —         | MPC                           |
| 245154               | 2004 SO15  | 17 set 2004 | Anderson Mesa    | LONEOS                | —         | MPC                           |
| 245155               | 2004 SC17  | 17 set 2004 | Anderson Mesa    | LONEOS                | —         | MPC                           |
| 245156               | 2004 SH41  | 17 set 2004 | Kitt Peak        | Spacewatch            | —         | MPC                           |
| 245157               | 2004 TK3   | 4 out 2004  | Kitt Peak        | Spacewatch            | —         | MPC                           |
| 245158 Thomasandrews | 2004 TU18  | 13 out 2004 | Jarnac           | T. Glinos, D. H. Levy | —         | MPC                           |
| 245159               | 2004 TM29  | 4 out 2004  | Kitt Peak        | Spacewatch            | —         | MPC                           |
| 245160               | 2004 TG41  | 4 out 2004  | Anderson Mesa    | LONEOS                | —         | MPC                           |
| 245161               | 2004 TY42  | 4 out 2004  | Kitt Peak        | Spacewatch            | —         | MPC                           |
| 245162               | 2004 TO55  | 4 out 2004  | Kitt Peak        | Spacewatch            | —         | MPC                           |
| 245163               | 2004 TW89  | 5 out 2004  | Palomar          | NEAT                  | —         | MPC                           |
| 245164               | 2004 TC90  | 5 out 2004  | Kitt Peak        | Spacewatch            | —         | MPC                           |
| 245165               | 2004 TA97  | 5 out 2004  | Kitt Peak        | Spacewatch            | —         | MPC                           |
| 245166               | 2004 TB101 | 6 out 2004  | Kitt Peak        | Spacewatch            | —         | MPC                           |
| 245167               | 2004 TR103 | 7 out 2004  | Kitt Peak        | Spacewatch            | —         | MPC                           |
| 245168               | 2004 TE104 | 7 out 2004  | Kitt Peak        | Spacewatch            | —         | MPC                           |
| 245169               | 2004 TE109 | 7 out 2004  | Anderson Mesa    | LONEOS                | —         | MPC                           |
| 245170               | 2004 TE116 | 4 out 2004  | Apache Point     | Apache Point Obs.     | —         | MPC                           |
| 245171               | 2004 TM116 | 4 out 2004  | Anderson Mesa    | LONEOS                | —         | MPC                           |
| 245172               | 2004 TU124 | 7 out 2004  | Socorro          | LINEAR                | —         | MPC                           |
| 245173               | 2004 TA135 | 8 out 2004  | Anderson Mesa    | LONEOS                | —         | MPC                           |
| 245174               | 2004 TO135 | 8 out 2004  | Anderson Mesa    | LONEOS                | —         | MPC                           |
| 245175               | 2004 TL136 | 8 out 2004  | Anderson Mesa    | LONEOS                | —         | MPC                           |
| 245176               | 2004 TO136 | 8 out 2004  | Anderson Mesa    | LONEOS                | —         | MPC                           |
| 245177               | 2004 TD138 | 8 out 2004  | Palomar          | NEAT                  | —         | MPC                           |
| 245178               | 2004 TW143 | 4 out 2004  | Kitt Peak        | Spacewatch            | —         | MPC                           |
| 245179               | 2004 TZ172 | 8 out 2004  | Socorro          | LINEAR                | —         | MPC                           |
| 245180               | 2004 TQ173 | 8 out 2004  | Socorro          | LINEAR                | —         | MPC                           |
| 245181               | 2004 TD176 | 9 out 2004  | Socorro          | LINEAR                | —         | MPC                           |
| 245182               | 2004 TM190 | 7 out 2004  | Kitt Peak        | Spacewatch            | —         | MPC                           |
| 245183               | 2004 TP210 | 8 out 2004  | Kitt Peak        | Spacewatch            | —         | MPC                           |
| 245184               | 2004 TD239 | 9 out 2004  | Kitt Peak        | Spacewatch            | —         | MPC                           |
| 245185               | 2004 TA247 | 7 out 2004  | Socorro          | LINEAR                | —         | MPC                           |
| 245186               | 2004 TW255 | 9 out 2004  | Socorro          | LINEAR                | —         | MPC                           |
| 245187               | 2004 TN266 | 9 out 2004  | Kitt Peak        | Spacewatch            | —         | MPC                           |
| 245188               | 2004 TD273 | 9 out 2004  | Kitt Peak        | Spacewatch            | —         | MPC                           |
| 245189               | 2004 TV273 | 9 out 2004  | Kitt Peak        | Spacewatch            | —         | MPC                           |
| 245190               | 2004 TA283 | 7 out 2004  | Anderson Mesa    | LONEOS                | —         | MPC                           |
| 245191               | 2004 TN287 | 9 out 2004  | Socorro          | LINEAR                | —         | MPC                           |
| 245192               | 2004 TA288 | 9 out 2004  | Kitt Peak        | Spacewatch            | —         | MPC                           |
| 245193               | 2004 TB299 | 13 out 2004 | Kitt Peak        | Spacewatch            | —         | MPC                           |
| 245194               | 2004 TQ301 | 8 out 2004  | Anderson Mesa    | LONEOS                | —         | MPC                           |
| 245195               | 2004 TP304 | 10 out 2004 | Kitt Peak        | Spacewatch            | —         | MPC                           |
| 245196               | 2004 TA325 | 12 out 2004 | Kitt Peak        | Spacewatch            | —         | MPC                           |
| 245197               | 2004 TC332 | 9 out 2004  | Kitt Peak        | Spacewatch            | —         | MPC                           |
| 245198               | 2004 TN340 | 13 out 2004 | Anderson Mesa    | LONEOS                | —         | MPC                           |
| 245199               | 2004 TO366 | 7 out 2004  | Socorro          | LINEAR                | —         | MPC                           |
| 245200               | 2004 UJ2   | 18 out 2004 | Socorro          | LINEAR                | —         | MPC                           |

## 245201–245300
| Designação | Designação | Descoberta  | Descoberta    | Descobridor(es)        | Categoria | Mais informações / Referência |
| Permanente | Provisória | Data        | Local         | Descobridor(es)        | Categoria | Mais informações / Referência |
| ---------- | ---------- | ----------- | ------------- | ---------------------- | --------- | ----------------------------- |
| 245201     | 2004 UQ4   | 16 out 2004 | Socorro       | LINEAR                 | —         | MPC                           |
| 245202     | 2004 UG9   | 23 out 2004 | Socorro       | LINEAR                 | —         | MPC                           |
| 245203     | 2004 VL5   | 3 nov 2004  | Anderson Mesa | LONEOS                 | —         | MPC                           |
| 245204     | 2004 VG6   | 3 nov 2004  | Kitt Peak     | Spacewatch             | —         | MPC                           |
| 245205     | 2004 VT15  | 1 nov 2004  | Palomar       | NEAT                   | —         | MPC                           |
| 245206     | 2004 VT24  | 4 nov 2004  | Anderson Mesa | LONEOS                 | —         | MPC                           |
| 245207     | 2004 VZ25  | 4 nov 2004  | Catalina      | CSS                    | —         | MPC                           |
| 245208     | 2004 VO38  | 4 nov 2004  | Kitt Peak     | Spacewatch             | Mitidika  | MPC                           |
| 245209     | 2004 VZ52  | 4 nov 2004  | Catalina      | CSS                    | Phocaea   | MPC                           |
| 245210     | 2004 VL57  | 5 nov 2004  | Palomar       | NEAT                   | —         | MPC                           |
| 245211     | 2004 VY57  | 7 nov 2004  | Socorro       | LINEAR                 | —         | MPC                           |
| 245212     | 2004 VF72  | 10 nov 2004 | Kitt Peak     | Spacewatch             | —         | MPC                           |
| 245213     | 2004 VA96  | 11 nov 2004 | Anderson Mesa | LONEOS                 | —         | MPC                           |
| 245214     | 2004 WZ8   | 19 nov 2004 | Socorro       | LINEAR                 | —         | MPC                           |
| 245215     | 2004 WW9   | 16 nov 2004 | Siding Spring | SSS                    | —         | MPC                           |
| 245216     | 2004 XG5   | 2 dez 2004  | Catalina      | CSS                    | Juno      | MPC                           |
| 245217     | 2004 XL19  | 8 dez 2004  | Socorro       | LINEAR                 | —         | MPC                           |
| 245218     | 2004 XN20  | 8 dez 2004  | Socorro       | LINEAR                 | —         | MPC                           |
| 245219     | 2004 XU20  | 8 dez 2004  | Socorro       | LINEAR                 | —         | MPC                           |
| 245220     | 2004 XY21  | 8 dez 2004  | Socorro       | LINEAR                 | —         | MPC                           |
| 245221     | 2004 XJ28  | 10 dez 2004 | Catalina      | CSS                    | Eos       | MPC                           |
| 245222     | 2004 XW37  | 7 dez 2004  | Socorro       | LINEAR                 | Eos       | MPC                           |
| 245223     | 2004 XC45  | 10 dez 2004 | Socorro       | LINEAR                 | —         | MPC                           |
| 245224     | 2004 XF53  | 10 dez 2004 | Kitt Peak     | Spacewatch             | —         | MPC                           |
| 245225     | 2004 XV77  | 10 dez 2004 | Socorro       | LINEAR                 | —         | MPC                           |
| 245226     | 2004 XM88  | 10 dez 2004 | Socorro       | LINEAR                 | —         | MPC                           |
| 245227     | 2004 XH98  | 11 dez 2004 | Kitt Peak     | Spacewatch             | —         | MPC                           |
| 245228     | 2004 XD100 | 12 dez 2004 | Kitt Peak     | Spacewatch             | —         | MPC                           |
| 245229     | 2004 XF100 | 12 dez 2004 | Kitt Peak     | Spacewatch             | —         | MPC                           |
| 245230     | 2004 XL106 | 11 dez 2004 | Socorro       | LINEAR                 | —         | MPC                           |
| 245231     | 2004 XL113 | 10 dez 2004 | Kitt Peak     | Spacewatch             | —         | MPC                           |
| 245232     | 2004 XH119 | 12 dez 2004 | Kitt Peak     | Spacewatch             | —         | MPC                           |
| 245233     | 2004 XF126 | 12 dez 2004 | Socorro       | LINEAR                 | —         | MPC                           |
| 245234     | 2004 XM126 | 13 dez 2004 | Kitt Peak     | Spacewatch             | —         | MPC                           |
| 245235     | 2004 XK129 | 14 dez 2004 | Catalina      | CSS                    | —         | MPC                           |
| 245236     | 2004 XL130 | 9 dez 2004  | Catalina      | CSS                    | —         | MPC                           |
| 245237     | 2004 XW132 | 14 dez 2004 | Catalina      | CSS                    | —         | MPC                           |
| 245238     | 2004 XW134 | 15 dez 2004 | Socorro       | LINEAR                 | —         | MPC                           |
| 245239     | 2004 XL141 | 14 dez 2004 | Socorro       | LINEAR                 | —         | MPC                           |
| 245240     | 2004 XM146 | 14 dez 2004 | Socorro       | LINEAR                 | —         | MPC                           |
| 245241     | 2004 XC160 | 14 dez 2004 | Kitt Peak     | Spacewatch             | —         | MPC                           |
| 245242     | 2004 XF162 | 15 dez 2004 | Socorro       | LINEAR                 | —         | MPC                           |
| 245243     | 2004 XU162 | 15 dez 2004 | Socorro       | LINEAR                 | —         | MPC                           |
| 245244     | 2004 XF163 | 15 dez 2004 | Kitt Peak     | Spacewatch             | —         | MPC                           |
| 245245     | 2004 XG163 | 15 dez 2004 | Catalina      | CSS                    | —         | MPC                           |
| 245246     | 2004 XD186 | 14 dez 2004 | Kitt Peak     | Spacewatch             | —         | MPC                           |
| 245247     | 2004 YP    | 17 dez 2004 | Socorro       | LINEAR                 | —         | MPC                           |
| 245248     | 2004 YZ    | 16 dez 2004 | Catalina      | CSS                    | —         | MPC                           |
| 245249     | 2004 YT1   | 18 dez 2004 | Socorro       | LINEAR                 | —         | MPC                           |
| 245250     | 2004 YG3   | 16 dez 2004 | Anderson Mesa | LONEOS                 | Phocaea   | MPC                           |
| 245251     | 2004 YH4   | 16 dez 2004 | Kitt Peak     | Spacewatch             | —         | MPC                           |
| 245252     | 2004 YZ26  | 19 dez 2004 | Mount Lemmon  | Mount Lemmon Survey    | —         | MPC                           |
| 245253     | 2004 YC31  | 18 dez 2004 | Socorro       | LINEAR                 | —         | MPC                           |
| 245254     | 2004 YE33  | 16 dez 2004 | Anderson Mesa | LONEOS                 | —         | MPC                           |
| 245255     | 2005 AU1   | 1 jan 2005  | Catalina      | CSS                    | —         | MPC                           |
| 245256     | 2005 AW7   | 6 jan 2005  | Catalina      | CSS                    | —         | MPC                           |
| 245257     | 2005 AG8   | 6 jan 2005  | Catalina      | CSS                    | —         | MPC                           |
| 245258     | 2005 AM14  | 7 jan 2005  | Socorro       | LINEAR                 | —         | MPC                           |
| 245259     | 2005 AL16  | 6 jan 2005  | Socorro       | LINEAR                 | —         | MPC                           |
| 245260     | 2005 AM18  | 6 jan 2005  | Catalina      | CSS                    | —         | MPC                           |
| 245261     | 2005 AX21  | 6 jan 2005  | Catalina      | CSS                    | —         | MPC                           |
| 245262     | 2005 AA26  | 11 jan 2005 | Socorro       | LINEAR                 | —         | MPC                           |
| 245263     | 2005 AH29  | 14 jan 2005 | Kvistaberg    | UDAS                   | —         | MPC                           |
| 245264     | 2005 AC43  | 15 jan 2005 | Socorro       | LINEAR                 | —         | MPC                           |
| 245265     | 2005 AT45  | 15 jan 2005 | Socorro       | LINEAR                 | —         | MPC                           |
| 245266     | 2005 AF54  | 13 jan 2005 | Kitt Peak     | Spacewatch             | —         | MPC                           |
| 245267     | 2005 AW56  | 15 jan 2005 | Catalina      | CSS                    | —         | MPC                           |
| 245268     | 2005 AB58  | 15 jan 2005 | Catalina      | CSS                    | —         | MPC                           |
| 245269     | 2005 AP61  | 15 jan 2005 | Kitt Peak     | Spacewatch             | —         | MPC                           |
| 245270     | 2005 AX61  | 15 jan 2005 | Kitt Peak     | Spacewatch             | Pallas    | MPC                           |
| 245271     | 2005 AE82  | 9 jan 2005  | Kvistaberg    | UDAS                   | —         | MPC                           |
| 245272     | 2005 BJ    | 16 jan 2005 | Desert Eagle  | W. K. Y. Yeung         | —         | MPC                           |
| 245273     | 2005 BQ    | 16 jan 2005 | Desert Eagle  | W. K. Y. Yeung         | —         | MPC                           |
| 245274     | 2005 BQ5   | 16 jan 2005 | Socorro       | LINEAR                 | —         | MPC                           |
| 245275     | 2005 BQ10  | 16 jan 2005 | Kitt Peak     | Spacewatch             | —         | MPC                           |
| 245276     | 2005 BG18  | 16 jan 2005 | Socorro       | LINEAR                 | —         | MPC                           |
| 245277     | 2005 BK19  | 16 jan 2005 | Socorro       | LINEAR                 | —         | MPC                           |
| 245278     | 2005 BR24  | 17 jan 2005 | Socorro       | LINEAR                 | —         | MPC                           |
| 245279     | 2005 BZ32  | 16 jan 2005 | Mauna Kea     | C. Veillet             | —         | MPC                           |
| 245280     | 2005 BK48  | 17 jan 2005 | La Silla      | A. Boattini, H. Scholl | —         | MPC                           |
| 245281     | 2005 CY1   | 1 fev 2005  | Palomar       | NEAT                   | —         | MPC                           |
| 245282     | 2005 CR2   | 1 fev 2005  | Catalina      | CSS                    | —         | MPC                           |
| 245283     | 2005 CS7   | 3 fev 2005  | Palomar       | NEAT                   | —         | MPC                           |
| 245284     | 2005 CT8   | 1 fev 2005  | Kitt Peak     | Spacewatch             | —         | MPC                           |
| 245285     | 2005 CZ8   | 1 fev 2005  | Catalina      | CSS                    | —         | MPC                           |
| 245286     | 2005 CV10  | 1 fev 2005  | Kitt Peak     | Spacewatch             | —         | MPC                           |
| 245287     | 2005 CV17  | 2 fev 2005  | Socorro       | LINEAR                 | —         | MPC                           |
| 245288     | 2005 CF19  | 2 fev 2005  | Catalina      | CSS                    | —         | MPC                           |
| 245289     | 2005 CY26  | 1 fev 2005  | Catalina      | CSS                    | —         | MPC                           |
| 245290     | 2005 CB29  | 1 fev 2005  | Kitt Peak     | Spacewatch             | —         | MPC                           |
| 245291     | 2005 CD43  | 2 fev 2005  | Socorro       | LINEAR                 | —         | MPC                           |
| 245292     | 2005 CU46  | 2 fev 2005  | Kitt Peak     | Spacewatch             | Chloris   | MPC                           |
| 245293     | 2005 CF53  | 3 fev 2005  | Socorro       | LINEAR                 | —         | MPC                           |
| 245294     | 2005 CL63  | 9 fev 2005  | Anderson Mesa | LONEOS                 | —         | MPC                           |
| 245295     | 2005 CE64  | 9 fev 2005  | Socorro       | LINEAR                 | —         | MPC                           |
| 245296     | 2005 CN64  | 9 fev 2005  | Mount Lemmon  | Mount Lemmon Survey    | —         | MPC                           |
| 245297     | 2005 CS68  | 3 fev 2005  | Socorro       | LINEAR                 | —         | MPC                           |
| 245298     | 2005 CX68  | 4 fev 2005  | Anderson Mesa | LONEOS                 | —         | MPC                           |
| 245299     | 2005 CK69  | 7 fev 2005  | Marly         | P. Kocher              | —         | MPC                           |
| 245300     | 2005 CX79  | 1 fev 2005  | Catalina      | CSS                    | —         | MPC                           |

## 245301–245400
| Designação | Designação | Descoberta  | Descoberta    | Descobridor(es)     | Categoria | Mais informações / Referência |
| Permanente | Provisória | Data        | Local         | Descobridor(es)     | Categoria | Mais informações / Referência |
| ---------- | ---------- | ----------- | ------------- | ------------------- | --------- | ----------------------------- |
| 245301     | 2005 EE6   | 1 mar 2005  | Kitt Peak     | Spacewatch          | —         | MPC                           |
| 245302     | 2005 EG11  | 2 mar 2005  | Catalina      | CSS                 | —         | MPC                           |
| 245303     | 2005 EN16  | 3 mar 2005  | Vail-Jarnac   | Jarnac Obs.         | —         | MPC                           |
| 245304     | 2005 EZ26  | 3 mar 2005  | Catalina      | CSS                 | —         | MPC                           |
| 245305     | 2005 EA28  | 3 mar 2005  | Socorro       | LINEAR              | —         | MPC                           |
| 245306     | 2005 EN28  | 3 mar 2005  | Catalina      | CSS                 | —         | MPC                           |
| 245307     | 2005 ER34  | 3 mar 2005  | Catalina      | CSS                 | —         | MPC                           |
| 245308     | 2005 EA35  | 3 mar 2005  | Kitt Peak     | Spacewatch          | —         | MPC                           |
| 245309     | 2005 EX35  | 4 mar 2005  | Catalina      | CSS                 | —         | MPC                           |
| 245310     | 2005 EH36  | 4 mar 2005  | Catalina      | CSS                 | —         | MPC                           |
| 245311     | 2005 EA37  | 4 mar 2005  | Socorro       | LINEAR              | —         | MPC                           |
| 245312     | 2005 EQ37  | 7 mar 2005  | Junk Bond     | Junk Bond Obs.      | —         | MPC                           |
| 245313     | 2005 EY40  | 1 mar 2005  | Catalina      | CSS                 | —         | MPC                           |
| 245314     | 2005 EH58  | 4 mar 2005  | Kitt Peak     | Spacewatch          | —         | MPC                           |
| 245315     | 2005 EP61  | 4 mar 2005  | Socorro       | LINEAR              | Brangane  | MPC                           |
| 245316     | 2005 EY65  | 4 mar 2005  | Mount Lemmon  | Mount Lemmon Survey | —         | MPC                           |
| 245317     | 2005 EN69  | 4 mar 2005  | Kitt Peak     | Spacewatch          | Ursula    | MPC                           |
| 245318     | 2005 EO72  | 2 mar 2005  | Catalina      | CSS                 | —         | MPC                           |
| 245319     | 2005 ES73  | 3 mar 2005  | Kitt Peak     | Spacewatch          | —         | MPC                           |
| 245320     | 2005 EY75  | 3 mar 2005  | Kitt Peak     | Spacewatch          | —         | MPC                           |
| 245321     | 2005 EU81  | 4 mar 2005  | Kitt Peak     | Spacewatch          | —         | MPC                           |
| 245322     | 2005 EE82  | 4 mar 2005  | Kitt Peak     | Spacewatch          | —         | MPC                           |
| 245323     | 2005 EH85  | 4 mar 2005  | Socorro       | LINEAR              | —         | MPC                           |
| 245324     | 2005 EQ87  | 4 mar 2005  | Mount Lemmon  | Mount Lemmon Survey | —         | MPC                           |
| 245325     | 2005 EW90  | 8 mar 2005  | Kitt Peak     | Spacewatch          | —         | MPC                           |
| 245326     | 2005 EL91  | 8 mar 2005  | Kitt Peak     | Spacewatch          | —         | MPC                           |
| 245327     | 2005 EV92  | 8 mar 2005  | Anderson Mesa | LONEOS              | —         | MPC                           |
| 245328     | 2005 EQ107 | 4 mar 2005  | Catalina      | CSS                 | —         | MPC                           |
| 245329     | 2005 EZ116 | 4 mar 2005  | Mount Lemmon  | Mount Lemmon Survey | —         | MPC                           |
| 245330     | 2005 EH128 | 9 mar 2005  | Kitt Peak     | Spacewatch          | —         | MPC                           |
| 245331     | 2005 EO133 | 9 mar 2005  | Socorro       | LINEAR              | Flora     | MPC                           |
| 245332     | 2005 EG138 | 9 mar 2005  | Socorro       | LINEAR              | —         | MPC                           |
| 245333     | 2005 ED144 | 10 mar 2005 | Mount Lemmon  | Mount Lemmon Survey | —         | MPC                           |
| 245334     | 2005 EB147 | 10 mar 2005 | Mount Lemmon  | Mount Lemmon Survey | —         | MPC                           |
| 245335     | 2005 EW147 | 10 mar 2005 | Kitt Peak     | Spacewatch          | —         | MPC                           |
| 245336     | 2005 EH148 | 10 mar 2005 | Kitt Peak     | Spacewatch          | —         | MPC                           |
| 245337     | 2005 ED154 | 7 mar 2005  | Socorro       | LINEAR              | —         | MPC                           |
| 245338     | 2005 ED166 | 11 mar 2005 | Kitt Peak     | Spacewatch          | —         | MPC                           |
| 245339     | 2005 EP169 | 9 mar 2005  | Catalina      | CSS                 | —         | MPC                           |
| 245340     | 2005 EU169 | 8 mar 2005  | Catalina      | CSS                 | —         | MPC                           |
| 245341     | 2005 EU174 | 8 mar 2005  | Kitt Peak     | Spacewatch          | —         | MPC                           |
| 245342     | 2005 EC178 | 9 mar 2005  | Kitt Peak     | Spacewatch          | —         | MPC                           |
| 245343     | 2005 ES181 | 9 mar 2005  | Socorro       | LINEAR              | —         | MPC                           |
| 245344     | 2005 EO184 | 9 mar 2005  | Kitt Peak     | Spacewatch          | —         | MPC                           |
| 245345     | 2005 EH192 | 11 mar 2005 | Mount Lemmon  | Mount Lemmon Survey | —         | MPC                           |
| 245346     | 2005 EB203 | 10 mar 2005 | Mount Lemmon  | Mount Lemmon Survey | —         | MPC                           |
| 245347     | 2005 ED212 | 4 mar 2005  | Socorro       | LINEAR              | —         | MPC                           |
| 245348     | 2005 EN216 | 8 mar 2005  | Anderson Mesa | LONEOS              | —         | MPC                           |
| 245349     | 2005 EL219 | 10 mar 2005 | Mount Lemmon  | Mount Lemmon Survey | Ursula    | MPC                           |
| 245350     | 2005 EV219 | 10 mar 2005 | Mount Lemmon  | Mount Lemmon Survey | —         | MPC                           |
| 245351     | 2005 EC242 | 11 mar 2005 | Catalina      | CSS                 | —         | MPC                           |
| 245352     | 2005 EJ247 | 12 mar 2005 | Socorro       | LINEAR              | —         | MPC                           |
| 245353     | 2005 ES250 | 9 mar 2005  | Socorro       | LINEAR              | —         | MPC                           |
| 245354     | 2005 EW256 | 11 mar 2005 | Mount Lemmon  | Mount Lemmon Survey | —         | MPC                           |
| 245355     | 2005 EL263 | 13 mar 2005 | Kitt Peak     | Spacewatch          | —         | MPC                           |
| 245356     | 2005 EY265 | 13 mar 2005 | Catalina      | CSS                 | —         | MPC                           |
| 245357     | 2005 EN270 | 13 mar 2005 | Anderson Mesa | LONEOS              | —         | MPC                           |
| 245358     | 2005 EF272 | 11 mar 2005 | Junk Bond     | Junk Bond Obs.      | —         | MPC                           |
| 245359     | 2005 EO272 | 1 mar 2005  | Catalina      | CSS                 | —         | MPC                           |
| 245360     | 2005 EA281 | 10 mar 2005 | Anderson Mesa | LONEOS              | —         | MPC                           |
| 245361     | 2005 EH324 | 10 mar 2005 | Catalina      | CSS                 | —         | MPC                           |
| 245362     | 2005 EC331 | 9 mar 2005  | Siding Spring | SSS                 | —         | MPC                           |
| 245363     | 2005 FW5   | 31 mar 2005 | Vail-Jarnac   | Jarnac Obs.         | Brangane  | MPC                           |
| 245364     | 2005 FS6   | 30 mar 2005 | Catalina      | CSS                 | —         | MPC                           |
| 245365     | 2005 FD14  | 19 mar 2005 | Siding Spring | SSS                 | Phocaea   | MPC                           |
| 245366     | 2005 GS    | 1 abr 2005  | Kleť          | Kleť Obs.           | —         | MPC                           |
| 245367     | 2005 GV5   | 1 abr 2005  | Kitt Peak     | Spacewatch          | —         | MPC                           |
| 245368     | 2005 GW18  | 2 abr 2005  | Mount Lemmon  | Mount Lemmon Survey | —         | MPC                           |
| 245369     | 2005 GV31  | 4 abr 2005  | Socorro       | LINEAR              | —         | MPC                           |
| 245370     | 2005 GL39  | 4 abr 2005  | Mount Lemmon  | Mount Lemmon Survey | —         | MPC                           |
| 245371     | 2005 GR60  | 6 abr 2005  | Anderson Mesa | LONEOS              | —         | MPC                           |
| 245372     | 2005 GS68  | 2 abr 2005  | Catalina      | CSS                 | —         | MPC                           |
| 245373     | 2005 GH73  | 4 abr 2005  | Catalina      | CSS                 | —         | MPC                           |
| 245374     | 2005 GY73  | 4 abr 2005  | Catalina      | CSS                 | —         | MPC                           |
| 245375     | 2005 GU77  | 6 abr 2005  | Catalina      | CSS                 | —         | MPC                           |
| 245376     | 2005 GC79  | 6 abr 2005  | Catalina      | CSS                 | —         | MPC                           |
| 245377     | 2005 GH86  | 4 abr 2005  | Mount Lemmon  | Mount Lemmon Survey | —         | MPC                           |
| 245378     | 2005 GD91  | 6 abr 2005  | Kitt Peak     | Spacewatch          | —         | MPC                           |
| 245379     | 2005 GJ93  | 6 abr 2005  | Catalina      | CSS                 | —         | MPC                           |
| 245380     | 2005 GT99  | 7 abr 2005  | Mount Lemmon  | Mount Lemmon Survey | —         | MPC                           |
| 245381     | 2005 GO105 | 10 abr 2005 | Kitt Peak     | Spacewatch          | —         | MPC                           |
| 245382     | 2005 GA108 | 10 abr 2005 | Mount Lemmon  | Mount Lemmon Survey | —         | MPC                           |
| 245383     | 2005 GS108 | 10 abr 2005 | Mount Lemmon  | Mount Lemmon Survey | —         | MPC                           |
| 245384     | 2005 GT109 | 10 abr 2005 | Kitt Peak     | Spacewatch          | —         | MPC                           |
| 245385     | 2005 GZ111 | 6 abr 2005  | Anderson Mesa | LONEOS              | —         | MPC                           |
| 245386     | 2005 GZ116 | 11 abr 2005 | Kitt Peak     | Spacewatch          | —         | MPC                           |
| 245387     | 2005 GG127 | 12 abr 2005 | Anderson Mesa | LONEOS              | —         | MPC                           |
| 245388     | 2005 GE129 | 7 abr 2005  | Anderson Mesa | LONEOS              | —         | MPC                           |
| 245389     | 2005 GU130 | 8 abr 2005  | Socorro       | LINEAR              | —         | MPC                           |
| 245390     | 2005 GS131 | 10 abr 2005 | Kitt Peak     | Spacewatch          | —         | MPC                           |
| 245391     | 2005 GW134 | 10 abr 2005 | Mount Lemmon  | Mount Lemmon Survey | —         | MPC                           |
| 245392     | 2005 GC162 | 14 abr 2005 | Kitt Peak     | Spacewatch          | —         | MPC                           |
| 245393     | 2005 GH162 | 15 abr 2005 | Catalina      | CSS                 | —         | MPC                           |
| 245394     | 2005 GV163 | 10 abr 2005 | Mount Lemmon  | Mount Lemmon Survey | —         | MPC                           |
| 245395     | 2005 GQ166 | 11 abr 2005 | Mount Lemmon  | Mount Lemmon Survey | —         | MPC                           |
| 245396     | 2005 GP171 | 12 abr 2005 | Mount Lemmon  | Mount Lemmon Survey | —         | MPC                           |
| 245397     | 2005 GU172 | 14 abr 2005 | Kitt Peak     | Spacewatch          | —         | MPC                           |
| 245398     | 2005 GW172 | 14 abr 2005 | Kitt Peak     | Spacewatch          | —         | MPC                           |
| 245399     | 2005 GQ178 | 15 abr 2005 | Kitt Peak     | Spacewatch          | —         | MPC                           |
| 245400     | 2005 GQ182 | 1 abr 2005  | Kitt Peak     | Spacewatch          | —         | MPC                           |

## 245401–245500
| Designação     | Designação | Descoberta  | Descoberta        | Descobridor(es)        | Categoria | Mais informações / Referência |
| Permanente     | Provisória | Data        | Local             | Descobridor(es)        | Categoria | Mais informações / Referência |
| -------------- | ---------- | ----------- | ----------------- | ---------------------- | --------- | ----------------------------- |
| 245401         | 2005 GO184 | 10 abr 2005 | Kitt Peak         | M. W. Buie             | Brangane  | MPC                           |
| 245402         | 2005 GQ184 | 10 abr 2005 | Kitt Peak         | M. W. Buie             | —         | MPC                           |
| 245403         | 2005 GF207 | 11 abr 2005 | Kitt Peak         | Spacewatch             | —         | MPC                           |
| 245404         | 2005 GV208 | 2 abr 2005  | Catalina          | CSS                    | —         | MPC                           |
| 245405         | 2005 GU214 | 7 abr 2005  | Kitt Peak         | Spacewatch             | —         | MPC                           |
| 245406         | 2005 HF5   | 30 abr 2005 | Kitt Peak         | Spacewatch             | —         | MPC                           |
| 245407         | 2005 HG9   | 16 abr 2005 | Kitt Peak         | Spacewatch             | —         | MPC                           |
| 245408         | 2005 JO    | 3 mai 2005  | Kitt Peak         | Spacewatch             | —         | MPC                           |
| 245409         | 2005 JW4   | 2 mai 2005  | Kitt Peak         | Spacewatch             | —         | MPC                           |
| 245410         | 2005 JX9   | 4 mai 2005  | Mauna Kea         | C. Veillet             | —         | MPC                           |
| 245411         | 2005 JO15  | 3 mai 2005  | Kitt Peak         | Spacewatch             | —         | MPC                           |
| 245412         | 2005 JR18  | 4 mai 2005  | Mount Lemmon      | Mount Lemmon Survey    | —         | MPC                           |
| 245413         | 2005 JE22  | 4 mai 2005  | Cordell-Lorenz    | D. T. Durig            | —         | MPC                           |
| 245414         | 2005 JN24  | 3 mai 2005  | Kitt Peak         | Spacewatch             | —         | MPC                           |
| 245415         | 2005 JV30  | 4 mai 2005  | Kitt Peak         | Spacewatch             | —         | MPC                           |
| 245416         | 2005 JX38  | 7 mai 2005  | Kitt Peak         | Spacewatch             | —         | MPC                           |
| 245417 Rostand | 2005 JA46  | 9 mai 2005  | Saint-Sulpice     | B. Christophe          | —         | MPC                           |
| 245418         | 2005 JX47  | 3 mai 2005  | Kitt Peak         | Spacewatch             | —         | MPC                           |
| 245419         | 2005 JS48  | 3 mai 2005  | Kitt Peak         | Spacewatch             | —         | MPC                           |
| 245420         | 2005 JL52  | 4 mai 2005  | Kitt Peak         | Spacewatch             | —         | MPC                           |
| 245421         | 2005 JW63  | 4 mai 2005  | Kitt Peak         | DLS                    | Juno      | MPC                           |
| 245422         | 2005 JN66  | 4 mai 2005  | Palomar           | NEAT                   | —         | MPC                           |
| 245423         | 2005 JN72  | 8 mai 2005  | Kitt Peak         | Spacewatch             | —         | MPC                           |
| 245424         | 2005 JF74  | 8 mai 2005  | Anderson Mesa     | LONEOS                 | —         | MPC                           |
| 245425         | 2005 JD76  | 9 mai 2005  | Mount Lemmon      | Mount Lemmon Survey    | —         | MPC                           |
| 245426         | 2005 JA84  | 8 mai 2005  | Kitt Peak         | Spacewatch             | —         | MPC                           |
| 245427         | 2005 JL89  | 11 mai 2005 | Mount Lemmon      | Mount Lemmon Survey    | —         | MPC                           |
| 245428         | 2005 JW105 | 11 mai 2005 | Mount Lemmon      | Mount Lemmon Survey    | —         | MPC                           |
| 245429         | 2005 JR107 | 12 mai 2005 | Mount Lemmon      | Mount Lemmon Survey    | —         | MPC                           |
| 245430         | 2005 JM108 | 10 mai 2005 | Bergisch Gladbac  | Bergisch Gladbach Obs. | Brangane  | MPC                           |
| 245431         | 2005 JX108 | 6 mai 2005  | Kitt Peak         | DLS                    | —         | MPC                           |
| 245432         | 2005 JN117 | 10 mai 2005 | Kitt Peak         | Spacewatch             | —         | MPC                           |
| 245433         | 2005 JF119 | 10 mai 2005 | Kitt Peak         | Spacewatch             | —         | MPC                           |
| 245434         | 2005 JL120 | 10 mai 2005 | Kitt Peak         | Spacewatch             | Ursula    | MPC                           |
| 245435         | 2005 JZ121 | 10 mai 2005 | Kitt Peak         | Spacewatch             | —         | MPC                           |
| 245436         | 2005 JX132 | 14 mai 2005 | Kitt Peak         | Spacewatch             | Brangane  | MPC                           |
| 245437         | 2005 JT142 | 15 mai 2005 | Palomar           | NEAT                   | —         | MPC                           |
| 245438         | 2005 JS146 | 14 mai 2005 | Socorro           | LINEAR                 | —         | MPC                           |
| 245439         | 2005 JZ147 | 15 mai 2005 | Palomar           | NEAT                   | —         | MPC                           |
| 245440         | 2005 JO154 | 4 mai 2005  | Mount Lemmon      | Mount Lemmon Survey    | Brangane  | MPC                           |
| 245441         | 2005 JV161 | 8 mai 2005  | Mount Lemmon      | Mount Lemmon Survey    | —         | MPC                           |
| 245442         | 2005 JK166 | 11 mai 2005 | Catalina          | CSS                    | —         | MPC                           |
| 245443         | 2005 JP174 | 11 mai 2005 | Cerro Tololo      | M. W. Buie             | Themis    | MPC                           |
| 245444         | 2005 JZ176 | 8 mai 2005  | Kitt Peak         | Spacewatch             | —         | MPC                           |
| 245445         | 2005 KG1   | 16 mai 2005 | Kitt Peak         | Spacewatch             | —         | MPC                           |
| 245446         | 2005 KC5   | 18 mai 2005 | Palomar           | NEAT                   | —         | MPC                           |
| 245447         | 2005 KK5   | 19 mai 2005 | Mount Lemmon      | Mount Lemmon Survey    | —         | MPC                           |
| 245448         | 2005 KH8   | 21 mai 2005 | Mount Lemmon      | Mount Lemmon Survey    | —         | MPC                           |
| 245449         | 2005 KE9   | 21 mai 2005 | Palomar           | NEAT                   | —         | MPC                           |
| 245450         | 2005 LS    | 1 jun 2005  | Anderson Mesa     | LONEOS                 | Flora     | MPC                           |
| 245451         | 2005 LV    | 1 jun 2005  | Bergisch Gladbach | W. Bickel              | —         | MPC                           |
| 245452         | 2005 LD3   | 1 jun 2005  | Socorro           | LINEAR                 | —         | MPC                           |
| 245453         | 2005 LU10  | 3 jun 2005  | Kitt Peak         | Spacewatch             | —         | MPC                           |
| 245454         | 2005 LK11  | 3 jun 2005  | Kitt Peak         | Spacewatch             | Ursula    | MPC                           |
| 245455         | 2005 LC23  | 8 jun 2005  | Kitt Peak         | Spacewatch             | —         | MPC                           |
| 245456         | 2005 LQ24  | 6 jun 2005  | Kitt Peak         | Spacewatch             | —         | MPC                           |
| 245457         | 2005 LN37  | 11 jun 2005 | Kitt Peak         | Spacewatch             | —         | MPC                           |
| 245458         | 2005 LN43  | 10 jun 2005 | Kitt Peak         | Spacewatch             | —         | MPC                           |
| 245459         | 2005 LQ43  | 10 jun 2005 | Kitt Peak         | Spacewatch             | —         | MPC                           |
| 245460         | 2005 LU46  | 13 jun 2005 | Kitt Peak         | Spacewatch             | —         | MPC                           |
| 245461         | 2005 ME    | 16 jun 2005 | Kitt Peak         | Spacewatch             | —         | MPC                           |
| 245462         | 2005 MQ12  | 28 jun 2005 | Palomar           | NEAT                   | —         | MPC                           |
| 245463         | 2005 MM14  | 28 jun 2005 | Palomar           | NEAT                   | —         | MPC                           |
| 245464         | 2005 MR30  | 29 jun 2005 | Kitt Peak         | Spacewatch             | —         | MPC                           |
| 245465         | 2005 MN45  | 27 jun 2005 | Kitt Peak         | Spacewatch             | —         | MPC                           |
| 245466         | 2005 MG48  | 29 jun 2005 | Kitt Peak         | Spacewatch             | —         | MPC                           |
| 245467         | 2005 MU52  | 30 jun 2005 | Palomar           | NEAT                   | —         | MPC                           |
| 245468         | 2005 NF    | 1 jul 2005  | Palomar           | NEAT                   | —         | MPC                           |
| 245469         | 2005 NQ5   | 3 jul 2005  | Mount Lemmon      | Mount Lemmon Survey    | —         | MPC                           |
| 245470         | 2005 NB27  | 5 jul 2005  | Mount Lemmon      | Mount Lemmon Survey    | —         | MPC                           |
| 245471         | 2005 NO27  | 5 jul 2005  | Mount Lemmon      | Mount Lemmon Survey    | —         | MPC                           |
| 245472         | 2005 NH41  | 4 jul 2005  | Mount Lemmon      | Mount Lemmon Survey    | —         | MPC                           |
| 245473         | 2005 NU57  | 5 jul 2005  | Mount Lemmon      | Mount Lemmon Survey    | Juno      | MPC                           |
| 245474         | 2005 NP59  | 9 jul 2005  | Kitt Peak         | Spacewatch             | —         | MPC                           |
| 245475         | 2005 NF64  | 1 jul 2005  | Kitt Peak         | Spacewatch             | Chimaera  | MPC                           |
| 245476         | 2005 NJ64  | 1 jul 2005  | Kitt Peak         | Spacewatch             | —         | MPC                           |
| 245477         | 2005 NN66  | 2 jul 2005  | Kitt Peak         | Spacewatch             | —         | MPC                           |
| 245478         | 2005 NO66  | 2 jul 2005  | Kitt Peak         | Spacewatch             | —         | MPC                           |
| 245479         | 2005 NQ93  | 6 jul 2005  | Kitt Peak         | Spacewatch             | —         | MPC                           |
| 245480         | 2005 NM95  | 7 jul 2005  | Kitt Peak         | Spacewatch             | —         | MPC                           |
| 245481         | 2005 NC123 | 5 jul 2005  | Siding Spring     | SSS                    | —         | MPC                           |
| 245482         | 2005 OP3   | 28 jul 2005 | Reedy Creek       | J. Broughton           | —         | MPC                           |
| 245483         | 2005 OA9   | 31 jul 2005 | Socorro           | LINEAR                 | —         | MPC                           |
| 245484         | 2005 OZ23  | 30 jul 2005 | Palomar           | NEAT                   | Brangane  | MPC                           |
| 245485         | 2005 PP10  | 4 ago 2005  | Palomar           | NEAT                   | —         | MPC                           |
| 245486         | 2005 PF17  | 13 ago 2005 | Wrightwood        | J. W. Young            | —         | MPC                           |
| 245487         | 2005 PL18  | 11 ago 2005 | Reedy Creek       | J. Broughton           | —         | MPC                           |
| 245488         | 2005 QL11  | 25 ago 2005 | Palomar           | NEAT                   | —         | MPC                           |
| 245489         | 2005 QY17  | 25 ago 2005 | Palomar           | NEAT                   | —         | MPC                           |
| 245490         | 2005 QR31  | 23 ago 2005 | Costitx           | Mallorca Obs.          | Hector    | MPC                           |
| 245491         | 2005 QZ38  | 25 ago 2005 | Campo Imperatore  | CINEOS                 | —         | MPC                           |
| 245492         | 2005 QT40  | 26 ago 2005 | Palomar           | NEAT                   | —         | MPC                           |
| 245493         | 2005 QT51  | 27 ago 2005 | Anderson Mesa     | LONEOS                 | —         | MPC                           |
| 245494         | 2005 QX56  | 29 ago 2005 | Gnosca            | S. Sposetti            | —         | MPC                           |
| 245495         | 2005 QY76  | 30 ago 2005 | Vail-Jarnac       | Jarnac Obs.            | —         | MPC                           |
| 245496         | 2005 QS85  | 30 ago 2005 | Socorro           | LINEAR                 | —         | MPC                           |
| 245497         | 2005 QQ102 | 27 ago 2005 | Palomar           | NEAT                   | —         | MPC                           |
| 245498         | 2005 QK144 | 26 ago 2005 | Palomar           | NEAT                   | —         | MPC                           |
| 245499         | 2005 QF156 | 30 ago 2005 | Palomar           | NEAT                   | —         | MPC                           |
| 245500         | 2005 QQ156 | 30 ago 2005 | Palomar           | NEAT                   | —         | MPC                           |

## 245501–245600
| Designação | Designação | Descoberta  | Descoberta       | Descobridor(es)     | Categoria | Mais informações / Referência |
| Permanente | Provisória | Data        | Local            | Descobridor(es)     | Categoria | Mais informações / Referência |
| ---------- | ---------- | ----------- | ---------------- | ------------------- | --------- | ----------------------------- |
| 245501     | 2005 QC157 | 30 ago 2005 | Palomar          | NEAT                | —         | MPC                           |
| 245502     | 2005 QF166 | 29 ago 2005 | Palomar          | NEAT                | —         | MPC                           |
| 245503     | 2005 QL167 | 27 ago 2005 | Palomar          | NEAT                | —         | MPC                           |
| 245504     | 2005 QC169 | 29 ago 2005 | Palomar          | NEAT                | —         | MPC                           |
| 245505     | 2005 QV181 | 31 ago 2005 | Anderson Mesa    | LONEOS              | —         | MPC                           |
| 245506     | 2005 RV    | 2 set 2005  | Mallorca         | Consell Obs.        | —         | MPC                           |
| 245507     | 2005 RD24  | 11 set 2005 | Anderson Mesa    | LONEOS              | —         | MPC                           |
| 245508     | 2005 RJ24  | 11 set 2005 | Anderson Mesa    | LONEOS              | —         | MPC                           |
| 245509     | 2005 RM32  | 13 set 2005 | Socorro          | LINEAR              | —         | MPC                           |
| 245510     | 2005 SK2   | 23 set 2005 | Kitt Peak        | Spacewatch          | —         | MPC                           |
| 245511     | 2005 SY42  | 24 set 2005 | Kitt Peak        | Spacewatch          | —         | MPC                           |
| 245512     | 2005 SQ54  | 25 set 2005 | Kitt Peak        | Spacewatch          | —         | MPC                           |
| 245513     | 2005 SY56  | 26 set 2005 | Palomar          | NEAT                | —         | MPC                           |
| 245514     | 2005 SY61  | 26 set 2005 | Kitt Peak        | Spacewatch          | —         | MPC                           |
| 245515     | 2005 SE72  | 23 set 2005 | Catalina         | CSS                 | —         | MPC                           |
| 245516     | 2005 SG72  | 23 set 2005 | Catalina         | CSS                 | —         | MPC                           |
| 245517     | 2005 SE90  | 24 set 2005 | Kitt Peak        | Spacewatch          | Brangane  | MPC                           |
| 245518     | 2005 SR103 | 25 set 2005 | Palomar          | NEAT                | —         | MPC                           |
| 245519     | 2005 SQ104 | 25 set 2005 | Kitt Peak        | Spacewatch          | —         | MPC                           |
| 245520     | 2005 SM107 | 26 set 2005 | Catalina         | CSS                 | —         | MPC                           |
| 245521     | 2005 SG113 | 26 set 2005 | Črni Vrh         | Črni Vrh            | —         | MPC                           |
| 245522     | 2005 SP124 | 29 set 2005 | Kitt Peak        | Spacewatch          | —         | MPC                           |
| 245523     | 2005 SY144 | 25 set 2005 | Kitt Peak        | Spacewatch          | —         | MPC                           |
| 245524     | 2005 SM153 | 25 set 2005 | Kitt Peak        | Spacewatch          | —         | MPC                           |
| 245525     | 2005 SD167 | 28 set 2005 | Palomar          | NEAT                | —         | MPC                           |
| 245526     | 2005 SN167 | 28 set 2005 | Palomar          | NEAT                | —         | MPC                           |
| 245527     | 2005 SY177 | 29 set 2005 | Kitt Peak        | Spacewatch          | —         | MPC                           |
| 245528     | 2005 SG178 | 29 set 2005 | Catalina         | CSS                 | Juno      | MPC                           |
| 245529     | 2005 SR197 | 30 set 2005 | Palomar          | NEAT                | —         | MPC                           |
| 245530     | 2005 SE202 | 30 set 2005 | Palomar          | NEAT                | —         | MPC                           |
| 245531     | 2005 SF208 | 30 set 2005 | Kitt Peak        | Spacewatch          | —         | MPC                           |
| 245532     | 2005 SZ214 | 30 set 2005 | Catalina         | CSS                 | —         | MPC                           |
| 245533     | 2005 SV219 | 27 set 2005 | Socorro          | LINEAR              | —         | MPC                           |
| 245534     | 2005 SX272 | 30 set 2005 | Anderson Mesa    | LONEOS              | —         | MPC                           |
| 245535     | 2005 SV281 | 25 set 2005 | Kitt Peak        | Spacewatch          | —         | MPC                           |
| 245536     | 2005 SR285 | 25 set 2005 | Apache Point     | A. C. Becker        | —         | MPC                           |
| 245537     | 2005 TW26  | 1 out 2005  | Mount Lemmon     | Mount Lemmon Survey | —         | MPC                           |
| 245538     | 2005 TE46  | 2 out 2005  | Siding Spring    | SSS                 | Juno      | MPC                           |
| 245539     | 2005 TO52  | 12 out 2005 | Calvin-Rehoboth  | L. A. Molnar        | —         | MPC                           |
| 245540     | 2005 TX75  | 4 out 2005  | Palomar          | NEAT                | —         | MPC                           |
| 245541     | 2005 TA86  | 3 out 2005  | Socorro          | LINEAR              | —         | MPC                           |
| 245542     | 2005 TE88  | 5 out 2005  | Socorro          | LINEAR              | —         | MPC                           |
| 245543     | 2005 TA105 | 8 out 2005  | Socorro          | LINEAR              | —         | MPC                           |
| 245544     | 2005 TB167 | 9 out 2005  | Kitt Peak        | Spacewatch          | —         | MPC                           |
| 245545     | 2005 TC170 | 10 out 2005 | Kitt Peak        | Spacewatch          | —         | MPC                           |
| 245546     | 2005 TN172 | 12 out 2005 | Anderson Mesa    | LONEOS              | —         | MPC                           |
| 245547     | 2005 TO172 | 12 out 2005 | Socorro          | LINEAR              | —         | MPC                           |
| 245548     | 2005 TD192 | 7 out 2005  | Mauna Kea        | Mauna Kea Obs.      | —         | MPC                           |
| 245549     | 2005 TE192 | 7 out 2005  | Mauna Kea        | Mauna Kea Obs.      | —         | MPC                           |
| 245550     | 2005 UP5   | 25 out 2005 | Socorro          | LINEAR              | —         | MPC                           |
| 245551     | 2005 UU5   | 27 out 2005 | Socorro          | LINEAR              | —         | MPC                           |
| 245552     | 2005 UF8   | 27 out 2005 | Ottmarsheim      | C. Rinner           | —         | MPC                           |
| 245553     | 2005 UG10  | 21 out 2005 | Palomar          | NEAT                | —         | MPC                           |
| 245554     | 2005 UL16  | 22 out 2005 | Kitt Peak        | Spacewatch          | —         | MPC                           |
| 245555     | 2005 UU54  | 23 out 2005 | Catalina         | CSS                 | —         | MPC                           |
| 245556     | 2005 UE57  | 24 out 2005 | Anderson Mesa    | LONEOS              | —         | MPC                           |
| 245557     | 2005 UE59  | 24 out 2005 | Kitt Peak        | Spacewatch          | Brangane  | MPC                           |
| 245558     | 2005 UM74  | 23 out 2005 | Palomar          | NEAT                | —         | MPC                           |
| 245559     | 2005 UJ75  | 24 out 2005 | Palomar          | NEAT                | —         | MPC                           |
| 245560     | 2005 UD80  | 25 out 2005 | Catalina         | CSS                 | —         | MPC                           |
| 245561     | 2005 UP81  | 21 out 2005 | Palomar          | NEAT                | —         | MPC                           |
| 245562     | 2005 UQ107 | 22 out 2005 | Palomar          | NEAT                | —         | MPC                           |
| 245563     | 2005 UF109 | 22 out 2005 | Palomar          | NEAT                | —         | MPC                           |
| 245564     | 2005 UE110 | 22 out 2005 | Kitt Peak        | Spacewatch          | —         | MPC                           |
| 245565     | 2005 UF116 | 23 out 2005 | Catalina         | CSS                 | —         | MPC                           |
| 245566     | 2005 UQ117 | 24 out 2005 | Kitt Peak        | Spacewatch          | —         | MPC                           |
| 245567     | 2005 UM127 | 24 out 2005 | Kitt Peak        | Spacewatch          | —         | MPC                           |
| 245568     | 2005 UR150 | 26 out 2005 | Goodricke-Pigott | R. A. Tucker        | —         | MPC                           |
| 245569     | 2005 UY153 | 26 out 2005 | Kitt Peak        | Spacewatch          | —         | MPC                           |
| 245570     | 2005 UT155 | 26 out 2005 | Palomar          | NEAT                | —         | MPC                           |
| 245571     | 2005 UF160 | 22 out 2005 | Catalina         | CSS                 | —         | MPC                           |
| 245572     | 2005 US196 | 24 out 2005 | Kitt Peak        | Spacewatch          | —         | MPC                           |
| 245573     | 2005 UH224 | 25 out 2005 | Kitt Peak        | Spacewatch          | —         | MPC                           |
| 245574     | 2005 UF252 | 26 out 2005 | Anderson Mesa    | LONEOS              | —         | MPC                           |
| 245575     | 2005 UA254 | 28 out 2005 | Kitt Peak        | Spacewatch          | —         | MPC                           |
| 245576     | 2005 UL274 | 25 out 2005 | Catalina         | CSS                 | Brangane  | MPC                           |
| 245577     | 2005 UQ283 | 26 out 2005 | Kitt Peak        | Spacewatch          | —         | MPC                           |
| 245578     | 2005 UQ336 | 30 out 2005 | Mount Lemmon     | Mount Lemmon Survey | Juno      | MPC                           |
| 245579     | 2005 UD343 | 31 out 2005 | Catalina         | CSS                 | —         | MPC                           |
| 245580     | 2005 UT348 | 23 out 2005 | Catalina         | CSS                 | —         | MPC                           |
| 245581     | 2005 UM352 | 29 out 2005 | Catalina         | CSS                 | —         | MPC                           |
| 245582     | 2005 UZ352 | 29 out 2005 | Catalina         | CSS                 | —         | MPC                           |
| 245583     | 2005 UD354 | 29 out 2005 | Kitt Peak        | Spacewatch          | —         | MPC                           |
| 245584     | 2005 UG373 | 27 out 2005 | Kitt Peak        | Spacewatch          | —         | MPC                           |
| 245585     | 2005 UZ380 | 30 out 2005 | Mount Lemmon     | Mount Lemmon Survey | —         | MPC                           |
| 245586     | 2005 UV384 | 27 out 2005 | Palomar          | NEAT                | —         | MPC                           |
| 245587     | 2005 UL391 | 30 out 2005 | Mount Lemmon     | Mount Lemmon Survey | —         | MPC                           |
| 245588     | 2005 UM399 | 31 out 2005 | Kitt Peak        | Spacewatch          | —         | MPC                           |
| 245589     | 2005 UX399 | 25 out 2005 | Mount Lemmon     | Mount Lemmon Survey | —         | MPC                           |
| 245590     | 2005 UD485 | 22 out 2005 | Catalina         | CSS                 | —         | MPC                           |
| 245591     | 2005 UU492 | 25 out 2005 | Catalina         | CSS                 | —         | MPC                           |
| 245592     | 2005 US500 | 27 out 2005 | Catalina         | CSS                 | —         | MPC                           |
| 245593     | 2005 VL15  | 1 nov 2005  | Socorro          | LINEAR              | —         | MPC                           |
| 245594     | 2005 VD17  | 3 nov 2005  | Mount Lemmon     | Mount Lemmon Survey | —         | MPC                           |
| 245595     | 2005 VW27  | 3 nov 2005  | Mount Lemmon     | Mount Lemmon Survey | —         | MPC                           |
| 245596     | 2005 VN72  | 1 nov 2005  | Mount Lemmon     | Mount Lemmon Survey | —         | MPC                           |
| 245597     | 2005 VM78  | 6 nov 2005  | Socorro          | LINEAR              | Brangane  | MPC                           |
| 245598     | 2005 VW82  | 3 nov 2005  | Mount Lemmon     | Mount Lemmon Survey | —         | MPC                           |
| 245599     | 2005 VG110 | 6 nov 2005  | Mount Lemmon     | Mount Lemmon Survey | —         | MPC                           |
| 245600     | 2005 VD124 | 5 nov 2005  | Catalina         | CSS                 | —         | MPC                           |

## 245601–245700
| Designação | Designação | Descoberta  | Descoberta    | Descobridor(es)     | Categoria | Mais informações / Referência |
| Permanente | Provisória | Data        | Local         | Descobridor(es)     | Categoria | Mais informações / Referência |
| ---------- | ---------- | ----------- | ------------- | ------------------- | --------- | ----------------------------- |
| 245601     | 2005 VF124 | 6 nov 2005  | Kitt Peak     | Spacewatch          | —         | MPC                           |
| 245602     | 2005 WR1   | 21 nov 2005 | Socorro       | LINEAR              | —         | MPC                           |
| 245603     | 2005 WP2   | 22 nov 2005 | Socorro       | LINEAR              | —         | MPC                           |
| 245604     | 2005 WU7   | 21 nov 2005 | Catalina      | CSS                 | —         | MPC                           |
| 245605     | 2005 WG28  | 21 nov 2005 | Kitt Peak     | Spacewatch          | —         | MPC                           |
| 245606     | 2005 WK32  | 21 nov 2005 | Kitt Peak     | Spacewatch          | —         | MPC                           |
| 245607     | 2005 WE36  | 22 nov 2005 | Kitt Peak     | Spacewatch          | —         | MPC                           |
| 245608     | 2005 WP36  | 22 nov 2005 | Kitt Peak     | Spacewatch          | —         | MPC                           |
| 245609     | 2005 WF39  | 25 nov 2005 | Mount Lemmon  | Mount Lemmon Survey | Ursula    | MPC                           |
| 245610     | 2005 WN43  | 21 nov 2005 | Kitt Peak     | Spacewatch          | —         | MPC                           |
| 245611     | 2005 WP43  | 21 nov 2005 | Kitt Peak     | Spacewatch          | —         | MPC                           |
| 245612     | 2005 WK71  | 21 nov 2005 | Catalina      | CSS                 | Ursula    | MPC                           |
| 245613     | 2005 WS71  | 21 nov 2005 | Palomar       | NEAT                | —         | MPC                           |
| 245614     | 2005 WR81  | 28 nov 2005 | Socorro       | LINEAR              | —         | MPC                           |
| 245615     | 2005 WW98  | 28 nov 2005 | Mount Lemmon  | Mount Lemmon Survey | —         | MPC                           |
| 245616     | 2005 WU115 | 30 nov 2005 | Anderson Mesa | LONEOS              | —         | MPC                           |
| 245617     | 2005 WZ120 | 30 nov 2005 | Kitt Peak     | Spacewatch          | —         | MPC                           |
| 245618     | 2005 WP134 | 25 nov 2005 | Mount Lemmon  | Mount Lemmon Survey | —         | MPC                           |
| 245619     | 2005 WA144 | 30 nov 2005 | Kitt Peak     | Spacewatch          | —         | MPC                           |
| 245620     | 2005 WL149 | 28 nov 2005 | Kitt Peak     | Spacewatch          | —         | MPC                           |
| 245621     | 2005 WZ160 | 28 nov 2005 | Socorro       | LINEAR              | —         | MPC                           |
| 245622     | 2005 WK163 | 29 nov 2005 | Kitt Peak     | Spacewatch          | —         | MPC                           |
| 245623     | 2005 WD180 | 21 nov 2005 | Catalina      | CSS                 | —         | MPC                           |
| 245624     | 2005 WH182 | 25 nov 2005 | Catalina      | CSS                 | —         | MPC                           |
| 245625     | 2005 WM193 | 28 nov 2005 | Catalina      | CSS                 | Brangane  | MPC                           |
| 245626     | 2005 WE208 | 25 nov 2005 | Kitt Peak     | Spacewatch          | —         | MPC                           |
| 245627     | 2005 XV4   | 4 dez 2005  | Socorro       | LINEAR              | Juno      | MPC                           |
| 245628     | 2005 XV16  | 1 dez 2005  | Mount Lemmon  | Mount Lemmon Survey | —         | MPC                           |
| 245629     | 2005 XK27  | 6 dez 2005  | Junk Bond     | D. Healy            | —         | MPC                           |
| 245630     | 2005 XM47  | 2 dez 2005  | Kitt Peak     | Spacewatch          | —         | MPC                           |
| 245631     | 2005 XR51  | 2 dez 2005  | Kitt Peak     | Spacewatch          | —         | MPC                           |
| 245632     | 2005 XC54  | 4 dez 2005  | Kitt Peak     | Spacewatch          | —         | MPC                           |
| 245633     | 2005 XK55  | 5 dez 2005  | Catalina      | CSS                 | —         | MPC                           |
| 245634     | 2005 XD87  | 10 dez 2005 | Kitt Peak     | Spacewatch          | —         | MPC                           |
| 245635     | 2005 YQ    | 21 dez 2005 | Catalina      | CSS                 | Juno      | MPC                           |
| 245636     | 2005 YG6   | 21 dez 2005 | Kitt Peak     | Spacewatch          | —         | MPC                           |
| 245637     | 2005 YZ8   | 20 dez 2005 | Junk Bond     | D. Healy            | —         | MPC                           |
| 245638     | 2005 YK14  | 22 dez 2005 | Kitt Peak     | Spacewatch          | —         | MPC                           |
| 245639     | 2005 YS20  | 24 dez 2005 | Kitt Peak     | Spacewatch          | —         | MPC                           |
| 245640     | 2005 YA30  | 25 dez 2005 | Kitt Peak     | Spacewatch          | —         | MPC                           |
| 245641     | 2005 YC49  | 22 dez 2005 | Kitt Peak     | Spacewatch          | —         | MPC                           |
| 245642     | 2005 YZ82  | 24 dez 2005 | Kitt Peak     | Spacewatch          | —         | MPC                           |
| 245643     | 2005 YA84  | 24 dez 2005 | Kitt Peak     | Spacewatch          | —         | MPC                           |
| 245644     | 2005 YP95  | 25 dez 2005 | Kitt Peak     | Spacewatch          | —         | MPC                           |
| 245645     | 2005 YY100 | 24 dez 2005 | Kitt Peak     | Spacewatch          | —         | MPC                           |
| 245646     | 2005 YH110 | 25 dez 2005 | Kitt Peak     | Spacewatch          | —         | MPC                           |
| 245647     | 2005 YJ127 | 28 dez 2005 | Kitt Peak     | Spacewatch          | —         | MPC                           |
| 245648     | 2005 YT129 | 24 dez 2005 | Kitt Peak     | Spacewatch          | —         | MPC                           |
| 245649     | 2005 YS131 | 25 dez 2005 | Mount Lemmon  | Mount Lemmon Survey | —         | MPC                           |
| 245650     | 2005 YL139 | 28 dez 2005 | Kitt Peak     | Spacewatch          | —         | MPC                           |
| 245651     | 2005 YH143 | 28 dez 2005 | Mount Lemmon  | Mount Lemmon Survey | —         | MPC                           |
| 245652     | 2005 YD146 | 29 dez 2005 | Mount Lemmon  | Mount Lemmon Survey | —         | MPC                           |
| 245653     | 2005 YH150 | 25 dez 2005 | Kitt Peak     | Spacewatch          | —         | MPC                           |
| 245654     | 2005 YB156 | 25 dez 2005 | Mount Lemmon  | Mount Lemmon Survey | —         | MPC                           |
| 245655     | 2005 YM204 | 25 dez 2005 | Mount Lemmon  | Mount Lemmon Survey | —         | MPC                           |
| 245656     | 2005 YM209 | 23 dez 2005 | Socorro       | LINEAR              | —         | MPC                           |
| 245657     | 2005 YZ212 | 29 dez 2005 | Catalina      | CSS                 | —         | MPC                           |
| 245658     | 2005 YC215 | 31 dez 2005 | Socorro       | LINEAR              | —         | MPC                           |
| 245659     | 2005 YH257 | 30 dez 2005 | Kitt Peak     | Spacewatch          | —         | MPC                           |
| 245660     | 2005 YB279 | 25 dez 2005 | Mount Lemmon  | Mount Lemmon Survey | —         | MPC                           |
| 245661     | 2005 YX280 | 25 dez 2005 | Mount Lemmon  | Mount Lemmon Survey | —         | MPC                           |
| 245662     | 2006 AV1   | 2 jan 2006  | Mount Lemmon  | Mount Lemmon Survey | —         | MPC                           |
| 245663     | 2006 AC17  | 5 jan 2006  | Kitt Peak     | Spacewatch          | —         | MPC                           |
| 245664     | 2006 AU31  | 5 jan 2006  | Catalina      | CSS                 | —         | MPC                           |
| 245665     | 2006 AE64  | 7 jan 2006  | Mount Lemmon  | Mount Lemmon Survey | —         | MPC                           |
| 245666     | 2006 AO64  | 7 jan 2006  | Mount Lemmon  | Mount Lemmon Survey | —         | MPC                           |
| 245667     | 2006 AR82  | 7 jan 2006  | Catalina      | CSS                 | Phocaea   | MPC                           |
| 245668     | 2006 AQ84  | 6 jan 2006  | Socorro       | LINEAR              | —         | MPC                           |
| 245669     | 2006 BE2   | 20 jan 2006 | Kitt Peak     | Spacewatch          | Mitidika  | MPC                           |
| 245670     | 2006 BD10  | 19 jan 2006 | Catalina      | CSS                 | —         | MPC                           |
| 245671     | 2006 BF11  | 20 jan 2006 | Kitt Peak     | Spacewatch          | —         | MPC                           |
| 245672     | 2006 BP24  | 23 jan 2006 | Mount Lemmon  | Mount Lemmon Survey | —         | MPC                           |
| 245673     | 2006 BP25  | 23 jan 2006 | Mount Lemmon  | Mount Lemmon Survey | —         | MPC                           |
| 245674     | 2006 BN27  | 22 jan 2006 | Mount Lemmon  | Mount Lemmon Survey | —         | MPC                           |
| 245675     | 2006 BX31  | 20 jan 2006 | Kitt Peak     | Spacewatch          | —         | MPC                           |
| 245676     | 2006 BZ31  | 20 jan 2006 | Kitt Peak     | Spacewatch          | —         | MPC                           |
| 245677     | 2006 BA41  | 21 jan 2006 | Mount Lemmon  | Mount Lemmon Survey | —         | MPC                           |
| 245678     | 2006 BV51  | 25 jan 2006 | Kitt Peak     | Spacewatch          | —         | MPC                           |
| 245679     | 2006 BJ82  | 23 jan 2006 | Kitt Peak     | Spacewatch          | —         | MPC                           |
| 245680     | 2006 BL84  | 25 jan 2006 | Kitt Peak     | Spacewatch          | —         | MPC                           |
| 245681     | 2006 BN90  | 25 jan 2006 | Kitt Peak     | Spacewatch          | —         | MPC                           |
| 245682     | 2006 BS91  | 26 jan 2006 | Kitt Peak     | Spacewatch          | —         | MPC                           |
| 245683     | 2006 BU95  | 26 jan 2006 | Kitt Peak     | Spacewatch          | Mitidika  | MPC                           |
| 245684     | 2006 BK96  | 26 jan 2006 | Kitt Peak     | Spacewatch          | —         | MPC                           |
| 245685     | 2006 BC116 | 26 jan 2006 | Kitt Peak     | Spacewatch          | —         | MPC                           |
| 245686     | 2006 BR116 | 26 jan 2006 | Kitt Peak     | Spacewatch          | —         | MPC                           |
| 245687     | 2006 BQ129 | 26 jan 2006 | Mount Lemmon  | Mount Lemmon Survey | —         | MPC                           |
| 245688     | 2006 BP131 | 26 jan 2006 | Mount Lemmon  | Mount Lemmon Survey | Phocaea   | MPC                           |
| 245689     | 2006 BD133 | 26 jan 2006 | Kitt Peak     | Spacewatch          | —         | MPC                           |
| 245690     | 2006 BT133 | 26 jan 2006 | Mount Lemmon  | Mount Lemmon Survey | —         | MPC                           |
| 245691     | 2006 BV148 | 22 jan 2006 | Mount Lemmon  | Mount Lemmon Survey | —         | MPC                           |
| 245692     | 2006 BB158 | 25 jan 2006 | Kitt Peak     | Spacewatch          | —         | MPC                           |
| 245693     | 2006 BC165 | 26 jan 2006 | Kitt Peak     | Spacewatch          | —         | MPC                           |
| 245694     | 2006 BQ167 | 26 jan 2006 | Mount Lemmon  | Mount Lemmon Survey | —         | MPC                           |
| 245695     | 2006 BA170 | 26 jan 2006 | Mount Lemmon  | Mount Lemmon Survey | —         | MPC                           |
| 245696     | 2006 BT185 | 28 jan 2006 | Mount Lemmon  | Mount Lemmon Survey | —         | MPC                           |
| 245697     | 2006 BL187 | 28 jan 2006 | Kitt Peak     | Spacewatch          | —         | MPC                           |
| 245698     | 2006 BM208 | 31 jan 2006 | Catalina      | CSS                 | —         | MPC                           |
| 245699     | 2006 BO219 | 28 jan 2006 | Anderson Mesa | LONEOS              | —         | MPC                           |
| 245700     | 2006 BU224 | 30 jan 2006 | Kitt Peak     | Spacewatch          | —         | MPC                           |

## 245701–245800
| Designação | Designação | Descoberta  | Descoberta    | Descobridor(es)     | Categoria | Mais informações / Referência |
| Permanente | Provisória | Data        | Local         | Descobridor(es)     | Categoria | Mais informações / Referência |
| ---------- | ---------- | ----------- | ------------- | ------------------- | --------- | ----------------------------- |
| 245701     | 2006 BP244 | 31 jan 2006 | Kitt Peak     | Spacewatch          | —         | MPC                           |
| 245702     | 2006 BC247 | 31 jan 2006 | Kitt Peak     | Spacewatch          | —         | MPC                           |
| 245703     | 2006 BX248 | 31 jan 2006 | Kitt Peak     | Spacewatch          | —         | MPC                           |
| 245704     | 2006 BV264 | 31 jan 2006 | Kitt Peak     | Spacewatch          | —         | MPC                           |
| 245705     | 2006 BJ271 | 31 jan 2006 | Kitt Peak     | Spacewatch          | —         | MPC                           |
| 245706     | 2006 BE274 | 23 jan 2006 | Kitt Peak     | Spacewatch          | —         | MPC                           |
| 245707     | 2006 BG275 | 28 jan 2006 | Mount Lemmon  | Mount Lemmon Survey | Brangane  | MPC                           |
| 245708     | 2006 CD13  | 1 fev 2006  | Kitt Peak     | Spacewatch          | —         | MPC                           |
| 245709     | 2006 CX17  | 1 fev 2006  | Kitt Peak     | Spacewatch          | —         | MPC                           |
| 245710     | 2006 CX22  | 1 fev 2006  | Kitt Peak     | Spacewatch          | —         | MPC                           |
| 245711     | 2006 CF26  | 2 fev 2006  | Kitt Peak     | Spacewatch          | —         | MPC                           |
| 245712     | 2006 CQ33  | 2 fev 2006  | Mount Lemmon  | Mount Lemmon Survey | —         | MPC                           |
| 245713     | 2006 CY33  | 2 fev 2006  | Mount Lemmon  | Mount Lemmon Survey | —         | MPC                           |
| 245714     | 2006 CM44  | 3 fev 2006  | Kitt Peak     | Spacewatch          | Mitidika  | MPC                           |
| 245715     | 2006 CL49  | 3 fev 2006  | Socorro       | LINEAR              | —         | MPC                           |
| 245716     | 2006 CQ59  | 6 fev 2006  | Mount Lemmon  | Mount Lemmon Survey | —         | MPC                           |
| 245717     | 2006 CW59  | 6 fev 2006  | Mount Lemmon  | Mount Lemmon Survey | —         | MPC                           |
| 245718     | 2006 CY59  | 6 fev 2006  | Kitt Peak     | Spacewatch          | —         | MPC                           |
| 245719     | 2006 CK66  | 1 fev 2006  | Kitt Peak     | Spacewatch          | —         | MPC                           |
| 245720     | 2006 DO6   | 20 fev 2006 | Kitt Peak     | Spacewatch          | —         | MPC                           |
| 245721     | 2006 DT7   | 20 fev 2006 | Kitt Peak     | Spacewatch          | —         | MPC                           |
| 245722     | 2006 DT12  | 21 fev 2006 | Mount Lemmon  | Mount Lemmon Survey | —         | MPC                           |
| 245723     | 2006 DR13  | 22 fev 2006 | Catalina      | CSS                 | —         | MPC                           |
| 245724     | 2006 DA16  | 20 fev 2006 | Kitt Peak     | Spacewatch          | —         | MPC                           |
| 245725     | 2006 DB28  | 20 fev 2006 | Kitt Peak     | Spacewatch          | —         | MPC                           |
| 245726     | 2006 DS29  | 20 fev 2006 | Kitt Peak     | Spacewatch          | —         | MPC                           |
| 245727     | 2006 DV34  | 20 fev 2006 | Mount Lemmon  | Mount Lemmon Survey | —         | MPC                           |
| 245728     | 2006 DO48  | 21 fev 2006 | Mount Lemmon  | Mount Lemmon Survey | —         | MPC                           |
| 245729     | 2006 DX48  | 21 fev 2006 | Mount Lemmon  | Mount Lemmon Survey | —         | MPC                           |
| 245730     | 2006 DU50  | 23 fev 2006 | Kitt Peak     | Spacewatch          | —         | MPC                           |
| 245731     | 2006 DR54  | 24 fev 2006 | Kitt Peak     | Spacewatch          | —         | MPC                           |
| 245732     | 2006 DB64  | 20 fev 2006 | Catalina      | CSS                 | —         | MPC                           |
| 245733     | 2006 DR69  | 20 fev 2006 | Mount Lemmon  | Mount Lemmon Survey | —         | MPC                           |
| 245734     | 2006 DF71  | 21 fev 2006 | Mount Lemmon  | Mount Lemmon Survey | Mitidika  | MPC                           |
| 245735     | 2006 DM83  | 24 fev 2006 | Kitt Peak     | Spacewatch          | —         | MPC                           |
| 245736     | 2006 DU107 | 25 fev 2006 | Kitt Peak     | Spacewatch          | —         | MPC                           |
| 245737     | 2006 DT108 | 25 fev 2006 | Kitt Peak     | Spacewatch          | —         | MPC                           |
| 245738     | 2006 DK110 | 25 fev 2006 | Kitt Peak     | Spacewatch          | —         | MPC                           |
| 245739     | 2006 DR115 | 27 fev 2006 | Kitt Peak     | Spacewatch          | —         | MPC                           |
| 245740     | 2006 DK122 | 23 fev 2006 | Anderson Mesa | LONEOS              | —         | MPC                           |
| 245741     | 2006 DM138 | 25 fev 2006 | Kitt Peak     | Spacewatch          | —         | MPC                           |
| 245742     | 2006 DS139 | 25 fev 2006 | Kitt Peak     | Spacewatch          | —         | MPC                           |
| 245743     | 2006 DL140 | 25 fev 2006 | Kitt Peak     | Spacewatch          | —         | MPC                           |
| 245744     | 2006 DC141 | 25 fev 2006 | Kitt Peak     | Spacewatch          | —         | MPC                           |
| 245745     | 2006 DA142 | 25 fev 2006 | Kitt Peak     | Spacewatch          | —         | MPC                           |
| 245746     | 2006 DL143 | 25 fev 2006 | Mount Lemmon  | Mount Lemmon Survey | —         | MPC                           |
| 245747     | 2006 DK145 | 25 fev 2006 | Mount Lemmon  | Mount Lemmon Survey | —         | MPC                           |
| 245748     | 2006 DM153 | 25 fev 2006 | Kitt Peak     | Spacewatch          | —         | MPC                           |
| 245749     | 2006 DD160 | 27 fev 2006 | Kitt Peak     | Spacewatch          | —         | MPC                           |
| 245750     | 2006 DQ162 | 27 fev 2006 | Mount Lemmon  | Mount Lemmon Survey | —         | MPC                           |
| 245751     | 2006 DT181 | 27 fev 2006 | Kitt Peak     | Spacewatch          | —         | MPC                           |
| 245752     | 2006 DY184 | 27 fev 2006 | Mount Lemmon  | Mount Lemmon Survey | —         | MPC                           |
| 245753     | 2006 DZ184 | 27 fev 2006 | Mount Lemmon  | Mount Lemmon Survey | —         | MPC                           |
| 245754     | 2006 DC187 | 27 fev 2006 | Kitt Peak     | Spacewatch          | —         | MPC                           |
| 245755     | 2006 DK193 | 27 fev 2006 | Kitt Peak     | Spacewatch          | Eos       | MPC                           |
| 245756     | 2006 DM207 | 25 fev 2006 | Kitt Peak     | Spacewatch          | —         | MPC                           |
| 245757     | 2006 EF5   | 2 mar 2006  | Kitt Peak     | Spacewatch          | Mitidika  | MPC                           |
| 245758     | 2006 EJ7   | 2 mar 2006  | Kitt Peak     | Spacewatch          | —         | MPC                           |
| 245759     | 2006 EK11  | 2 mar 2006  | Kitt Peak     | Spacewatch          | —         | MPC                           |
| 245760     | 2006 ER14  | 2 mar 2006  | Kitt Peak     | Spacewatch          | —         | MPC                           |
| 245761     | 2006 EO16  | 2 mar 2006  | Kitt Peak     | Spacewatch          | —         | MPC                           |
| 245762     | 2006 EO65  | 5 mar 2006  | Kitt Peak     | Spacewatch          | —         | MPC                           |
| 245763     | 2006 EL66  | 5 mar 2006  | Kitt Peak     | Spacewatch          | —         | MPC                           |
| 245764     | 2006 FU6   | 23 mar 2006 | Mount Lemmon  | Mount Lemmon Survey | —         | MPC                           |
| 245765     | 2006 FZ7   | 23 mar 2006 | Kitt Peak     | Spacewatch          | —         | MPC                           |
| 245766     | 2006 FW13  | 23 mar 2006 | Kitt Peak     | Spacewatch          | —         | MPC                           |
| 245767     | 2006 FF21  | 24 mar 2006 | Kitt Peak     | Spacewatch          | —         | MPC                           |
| 245768     | 2006 FW22  | 24 mar 2006 | Kitt Peak     | Spacewatch          | —         | MPC                           |
| 245769     | 2006 FR26  | 24 mar 2006 | Mount Lemmon  | Mount Lemmon Survey | —         | MPC                           |
| 245770     | 2006 FK38  | 23 mar 2006 | Kitt Peak     | Spacewatch          | —         | MPC                           |
| 245771     | 2006 FO38  | 23 mar 2006 | Kitt Peak     | Spacewatch          | —         | MPC                           |
| 245772     | 2006 FM50  | 25 mar 2006 | Catalina      | CSS                 | —         | MPC                           |
| 245773     | 2006 GY8   | 2 abr 2006  | Kitt Peak     | Spacewatch          | —         | MPC                           |
| 245774     | 2006 GT13  | 2 abr 2006  | Kitt Peak     | Spacewatch          | —         | MPC                           |
| 245775     | 2006 GS21  | 2 abr 2006  | Mount Lemmon  | Mount Lemmon Survey | —         | MPC                           |
| 245776     | 2006 GX23  | 2 abr 2006  | Kitt Peak     | Spacewatch          | —         | MPC                           |
| 245777     | 2006 GD27  | 2 abr 2006  | Kitt Peak     | Spacewatch          | —         | MPC                           |
| 245778     | 2006 GY30  | 2 abr 2006  | Kitt Peak     | Spacewatch          | —         | MPC                           |
| 245779     | 2006 GF35  | 7 abr 2006  | Socorro       | LINEAR              | —         | MPC                           |
| 245780     | 2006 GU41  | 7 abr 2006  | Anderson Mesa | LONEOS              | —         | MPC                           |
| 245781     | 2006 GX42  | 9 abr 2006  | Siding Spring | SSS                 | —         | MPC                           |
| 245782     | 2006 GJ45  | 7 abr 2006  | Mount Lemmon  | Mount Lemmon Survey | —         | MPC                           |
| 245783     | 2006 HP1   | 18 abr 2006 | Kitt Peak     | Spacewatch          | —         | MPC                           |
| 245784     | 2006 HL3   | 18 abr 2006 | Kitt Peak     | Spacewatch          | —         | MPC                           |
| 245785     | 2006 HS6   | 18 abr 2006 | Anderson Mesa | LONEOS              | —         | MPC                           |
| 245786     | 2006 HQ13  | 19 abr 2006 | Palomar       | NEAT                | —         | MPC                           |
| 245787     | 2006 HT15  | 20 abr 2006 | Kitt Peak     | Spacewatch          | —         | MPC                           |
| 245788     | 2006 HD18  | 19 abr 2006 | Anderson Mesa | LONEOS              | —         | MPC                           |
| 245789     | 2006 HK21  | 20 abr 2006 | Kitt Peak     | Spacewatch          | —         | MPC                           |
| 245790     | 2006 HX31  | 19 abr 2006 | Kitt Peak     | Spacewatch          | —         | MPC                           |
| 245791     | 2006 HY35  | 20 abr 2006 | Kitt Peak     | Spacewatch          | —         | MPC                           |
| 245792     | 2006 HS37  | 21 abr 2006 | Kitt Peak     | Spacewatch          | —         | MPC                           |
| 245793     | 2006 HQ38  | 21 abr 2006 | Kitt Peak     | Spacewatch          | —         | MPC                           |
| 245794     | 2006 HJ39  | 21 abr 2006 | Kitt Peak     | Spacewatch          | —         | MPC                           |
| 245795     | 2006 HA50  | 26 abr 2006 | Kitt Peak     | Spacewatch          | —         | MPC                           |
| 245796     | 2006 HM53  | 19 abr 2006 | Catalina      | CSS                 | —         | MPC                           |
| 245797     | 2006 HX59  | 24 abr 2006 | Anderson Mesa | LONEOS              | —         | MPC                           |
| 245798     | 2006 HJ66  | 24 abr 2006 | Kitt Peak     | Spacewatch          | Mitidika  | MPC                           |
| 245799     | 2006 HB67  | 24 abr 2006 | Kitt Peak     | Spacewatch          | —         | MPC                           |
| 245800     | 2006 HF80  | 26 abr 2006 | Kitt Peak     | Spacewatch          | —         | MPC                           |

## 245801–245900
| Designação         | Designação | Descoberta  | Descoberta        | Descobridor(es)     | Categoria | Mais informações / Referência |
| Permanente         | Provisória | Data        | Local             | Descobridor(es)     | Categoria | Mais informações / Referência |
| ------------------ | ---------- | ----------- | ----------------- | ------------------- | --------- | ----------------------------- |
| 245801             | 2006 HL82  | 26 abr 2006 | Kitt Peak         | Spacewatch          | —         | MPC                           |
| 245802             | 2006 HY85  | 27 abr 2006 | Kitt Peak         | Spacewatch          | —         | MPC                           |
| 245803             | 2006 HT87  | 30 abr 2006 | Kitt Peak         | Spacewatch          | —         | MPC                           |
| 245804             | 2006 HH90  | 29 abr 2006 | Siding Spring     | SSS                 | —         | MPC                           |
| 245805             | 2006 HC101 | 30 abr 2006 | Kitt Peak         | Spacewatch          | —         | MPC                           |
| 245806             | 2006 HR102 | 30 abr 2006 | Kitt Peak         | Spacewatch          | —         | MPC                           |
| 245807             | 2006 HZ102 | 30 abr 2006 | Kitt Peak         | Spacewatch          | Phocaea   | MPC                           |
| 245808             | 2006 HY111 | 29 abr 2006 | Siding Spring     | SSS                 | —         | MPC                           |
| 245809             | 2006 HL121 | 30 abr 2006 | Kitt Peak         | Spacewatch          | —         | MPC                           |
| 245810             | 2006 HA125 | 26 abr 2006 | Kitt Peak         | Spacewatch          | —         | MPC                           |
| 245811             | 2006 HF137 | 26 abr 2006 | Cerro Tololo      | M. W. Buie          | —         | MPC                           |
| 245812             | 2006 JM    | 1 mai 2006  | Reedy Creek       | J. Broughton        | —         | MPC                           |
| 245813             | 2006 JE2   | 1 mai 2006  | Socorro           | LINEAR              | —         | MPC                           |
| 245814             | 2006 JC10  | 1 mai 2006  | Kitt Peak         | Spacewatch          | Brangane  | MPC                           |
| 245815             | 2006 JV17  | 2 mai 2006  | Mount Lemmon      | Mount Lemmon Survey | —         | MPC                           |
| 245816             | 2006 JZ20  | 2 mai 2006  | Kitt Peak         | Spacewatch          | —         | MPC                           |
| 245817             | 2006 JH24  | 4 mai 2006  | Mount Lemmon      | Mount Lemmon Survey | —         | MPC                           |
| 245818             | 2006 JA25  | 5 mai 2006  | Kitt Peak         | Spacewatch          | —         | MPC                           |
| 245819             | 2006 JL30  | 3 mai 2006  | Kitt Peak         | Spacewatch          | —         | MPC                           |
| 245820             | 2006 JC33  | 3 mai 2006  | Kitt Peak         | Spacewatch          | —         | MPC                           |
| 245821             | 2006 JE33  | 3 mai 2006  | Kitt Peak         | Spacewatch          | —         | MPC                           |
| 245822             | 2006 JH33  | 3 mai 2006  | Kitt Peak         | Spacewatch          | —         | MPC                           |
| 245823             | 2006 JG36  | 4 mai 2006  | Kitt Peak         | Spacewatch          | —         | MPC                           |
| 245824             | 2006 JX41  | 7 mai 2006  | Kitt Peak         | Spacewatch          | —         | MPC                           |
| 245825             | 2006 JM45  | 8 mai 2006  | Mount Lemmon      | Mount Lemmon Survey | —         | MPC                           |
| 245826             | 2006 JS45  | 8 mai 2006  | Mount Lemmon      | Mount Lemmon Survey | —         | MPC                           |
| 245827             | 2006 JB46  | 9 mai 2006  | Mount Lemmon      | Mount Lemmon Survey | Brangane  | MPC                           |
| 245828             | 2006 JX46  | 2 mai 2006  | Catalina          | CSS                 | —         | MPC                           |
| 245829             | 2006 JK47  | 1 mai 2006  | Socorro           | LINEAR              | —         | MPC                           |
| 245830             | 2006 JE51  | 2 mai 2006  | Mount Lemmon      | Mount Lemmon Survey | —         | MPC                           |
| 245831             | 2006 JG58  | 14 mai 2006 | Palomar           | NEAT                | —         | MPC                           |
| 245832             | 2006 KQ2   | 18 mai 2006 | Catalina          | CSS                 | —         | MPC                           |
| 245833             | 2006 KA3   | 18 mai 2006 | Palomar           | NEAT                | —         | MPC                           |
| 245834             | 2006 KD13  | 20 mai 2006 | Kitt Peak         | Spacewatch          | —         | MPC                           |
| 245835             | 2006 KP15  | 20 mai 2006 | Kitt Peak         | Spacewatch          | —         | MPC                           |
| 245836             | 2006 KL22  | 20 mai 2006 | Catalina          | CSS                 | —         | MPC                           |
| 245837             | 2006 KT23  | 18 mai 2006 | Palomar           | NEAT                | —         | MPC                           |
| 245838             | 2006 KB25  | 19 mai 2006 | Mount Lemmon      | Mount Lemmon Survey | —         | MPC                           |
| 245839             | 2006 KS29  | 20 mai 2006 | Kitt Peak         | Spacewatch          | —         | MPC                           |
| 245840             | 2006 KX31  | 20 mai 2006 | Kitt Peak         | Spacewatch          | —         | MPC                           |
| 245841             | 2006 KX45  | 21 mai 2006 | Mount Lemmon      | Mount Lemmon Survey | —         | MPC                           |
| 245842             | 2006 KB46  | 21 mai 2006 | Mount Lemmon      | Mount Lemmon Survey | —         | MPC                           |
| 245843             | 2006 KR60  | 22 mai 2006 | Kitt Peak         | Spacewatch          | —         | MPC                           |
| 245844             | 2006 KX63  | 23 mai 2006 | Mount Lemmon      | Mount Lemmon Survey | —         | MPC                           |
| 245845             | 2006 KF64  | 23 mai 2006 | Kitt Peak         | Spacewatch          | —         | MPC                           |
| 245846             | 2006 KS76  | 24 mai 2006 | Palomar           | NEAT                | —         | MPC                           |
| 245847             | 2006 KE83  | 20 mai 2006 | Kitt Peak         | Spacewatch          | —         | MPC                           |
| 245848             | 2006 KR101 | 26 mai 2006 | Kitt Peak         | Spacewatch          | —         | MPC                           |
| 245849             | 2006 KJ108 | 31 mai 2006 | Mount Lemmon      | Mount Lemmon Survey | —         | MPC                           |
| 245850             | 2006 KG112 | 31 mai 2006 | Mount Lemmon      | Mount Lemmon Survey | —         | MPC                           |
| 245851             | 2006 KH118 | 25 mai 2006 | Palomar           | NEAT                | —         | MPC                           |
| 245852             | 2006 KV123 | 28 mai 2006 | Socorro           | LINEAR              | —         | MPC                           |
| 245853             | 2006 LB2   | 9 jun 2006  | Palomar           | NEAT                | —         | MPC                           |
| 245854             | 2006 MM8   | 19 jun 2006 | Mount Lemmon      | Mount Lemmon Survey | —         | MPC                           |
| 245855             | 2006 MG11  | 20 jun 2006 | Palomar           | NEAT                | —         | MPC                           |
| 245856             | 2006 MX12  | 20 jun 2006 | Catalina          | CSS                 | —         | MPC                           |
| 245857             | 2006 MA13  | 23 jun 2006 | Lulin Observatory | Q.-z. Ye            | —         | MPC                           |
| 245858             | 2006 OG9   | 21 jul 2006 | Catalina          | CSS                 | —         | MPC                           |
| 245859             | 2006 OD10  | 21 jul 2006 | Socorro           | LINEAR              | —         | MPC                           |
| 245860             | 2006 OB14  | 21 jul 2006 | Catalina          | CSS                 | —         | MPC                           |
| 245861             | 2006 OD15  | 29 jul 2006 | Reedy Creek       | J. Broughton        | —         | MPC                           |
| 245862             | 2006 OM17  | 26 jul 2006 | Siding Spring     | SSS                 | —         | MPC                           |
| 245863             | 2006 PJ8   | 13 ago 2006 | Palomar           | NEAT                | —         | MPC                           |
| 245864             | 2006 PQ15  | 15 ago 2006 | Palomar           | NEAT                | —         | MPC                           |
| 245865             | 2006 PR15  | 15 ago 2006 | Palomar           | NEAT                | —         | MPC                           |
| 245866             | 2006 PT17  | 15 ago 2006 | Palomar           | NEAT                | —         | MPC                           |
| 245867             | 2006 PF20  | 14 ago 2006 | Siding Spring     | SSS                 | —         | MPC                           |
| 245868             | 2006 PJ21  | 15 ago 2006 | Palomar           | NEAT                | —         | MPC                           |
| 245869             | 2006 PD22  | 15 ago 2006 | Palomar           | NEAT                | —         | MPC                           |
| 245870             | 2006 PQ28  | 14 ago 2006 | Siding Spring     | SSS                 | —         | MPC                           |
| 245871             | 2006 PW31  | 14 ago 2006 | Siding Spring     | SSS                 | Pallas    | MPC                           |
| 245872             | 2006 PD32  | 15 ago 2006 | Palomar           | NEAT                | Brangane  | MPC                           |
| 245873             | 2006 PW32  | 15 ago 2006 | Siding Spring     | SSS                 | —         | MPC                           |
| 245874             | 2006 PP34  | 10 ago 2006 | Palomar           | NEAT                | —         | MPC                           |
| 245875             | 2006 PY34  | 12 ago 2006 | Palomar           | NEAT                | —         | MPC                           |
| 245876             | 2006 PG43  | 14 ago 2006 | Siding Spring     | SSS                 | —         | MPC                           |
| 245877             | 2006 QU    | 17 ago 2006 | Piszkéstető       | K. Sárneczky        | —         | MPC                           |
| 245878             | 2006 QU8   | 19 ago 2006 | Kitt Peak         | Spacewatch          | —         | MPC                           |
| 245879             | 2006 QL17  | 17 ago 2006 | Palomar           | NEAT                | Maria     | MPC                           |
| 245880             | 2006 QM19  | 17 ago 2006 | Palomar           | NEAT                | —         | MPC                           |
| 245881             | 2006 QU32  | 22 ago 2006 | Palomar           | NEAT                | —         | MPC                           |
| 245882             | 2006 QJ36  | 23 ago 2006 | Pla D'Arguines    | R. Ferrando         | —         | MPC                           |
| 245883             | 2006 QK38  | 18 ago 2006 | Socorro           | LINEAR              | —         | MPC                           |
| 245884             | 2006 QC45  | 19 ago 2006 | Palomar           | NEAT                | —         | MPC                           |
| 245885             | 2006 QO50  | 22 ago 2006 | Palomar           | NEAT                | —         | MPC                           |
| 245886             | 2006 QF52  | 23 ago 2006 | Palomar           | NEAT                | —         | MPC                           |
| 245887             | 2006 QY53  | 16 ago 2006 | Siding Spring     | SSS                 | —         | MPC                           |
| 245888             | 2006 QO56  | 20 ago 2006 | Kitt Peak         | Spacewatch          | —         | MPC                           |
| 245889             | 2006 QH57  | 25 ago 2006 | Pla D'Arguines    | R. Ferrando         | —         | MPC                           |
| 245890 Krynychenka | 2006 QE58  | 25 ago 2006 | Andrushivka       | Andrushivka Obs.    | —         | MPC                           |
| 245891             | 2006 QA60  | 19 ago 2006 | Palomar           | NEAT                | —         | MPC                           |
| 245892             | 2006 QO63  | 24 ago 2006 | Socorro           | LINEAR              | —         | MPC                           |
| 245893             | 2006 QA76  | 21 ago 2006 | Kitt Peak         | Spacewatch          | —         | MPC                           |
| 245894             | 2006 QH77  | 22 ago 2006 | Palomar           | NEAT                | Ursula    | MPC                           |
| 245895             | 2006 QJ77  | 22 ago 2006 | Palomar           | NEAT                | —         | MPC                           |
| 245896             | 2006 QV78  | 23 ago 2006 | Socorro           | LINEAR              | —         | MPC                           |
| 245897             | 2006 QM80  | 24 ago 2006 | Palomar           | NEAT                | —         | MPC                           |
| 245898             | 2006 QB83  | 27 ago 2006 | Kitt Peak         | Spacewatch          | —         | MPC                           |
| 245899             | 2006 QN84  | 27 ago 2006 | Kitt Peak         | Spacewatch          | —         | MPC                           |
| 245900             | 2006 QX91  | 16 ago 2006 | Palomar           | NEAT                | —         | MPC                           |

## 245901–246000
| Designação         | Designação | Descoberta  | Descoberta    | Descobridor(es)     | Categoria | Mais informações / Referência |
| Permanente         | Provisória | Data        | Local         | Descobridor(es)     | Categoria | Mais informações / Referência |
| ------------------ | ---------- | ----------- | ------------- | ------------------- | --------- | ----------------------------- |
| 245901             | 2006 QH98  | 22 ago 2006 | Palomar       | NEAT                | —         | MPC                           |
| 245902             | 2006 QS98  | 22 ago 2006 | Palomar       | NEAT                | —         | MPC                           |
| 245903             | 2006 QH106 | 28 ago 2006 | Catalina      | CSS                 | —         | MPC                           |
| 245904             | 2006 QO110 | 28 ago 2006 | Anderson Mesa | LONEOS              | —         | MPC                           |
| 245905             | 2006 QQ110 | 28 ago 2006 | Anderson Mesa | LONEOS              | —         | MPC                           |
| 245906             | 2006 QT113 | 24 ago 2006 | Palomar       | NEAT                | —         | MPC                           |
| 245907             | 2006 QY114 | 27 ago 2006 | Anderson Mesa | LONEOS              | —         | MPC                           |
| 245908             | 2006 QD115 | 27 ago 2006 | Anderson Mesa | LONEOS              | —         | MPC                           |
| 245909             | 2006 QL131 | 22 ago 2006 | Palomar       | NEAT                | —         | MPC                           |
| 245910             | 2006 QV135 | 28 ago 2006 | Catalina      | CSS                 | —         | MPC                           |
| 245911             | 2006 QJ138 | 16 ago 2006 | Palomar       | NEAT                | —         | MPC                           |
| 245912             | 2006 QL141 | 18 ago 2006 | Palomar       | NEAT                | Phocaea   | MPC                           |
| 245913             | 2006 QR146 | 18 ago 2006 | Kitt Peak     | Spacewatch          | —         | MPC                           |
| 245914             | 2006 QY161 | 20 ago 2006 | Kitt Peak     | Spacewatch          | —         | MPC                           |
| 245915             | 2006 QB162 | 20 ago 2006 | Kitt Peak     | Spacewatch          | —         | MPC                           |
| 245916             | 2006 QQ165 | 29 ago 2006 | Catalina      | CSS                 | —         | MPC                           |
| 245917             | 2006 QS171 | 22 ago 2006 | Cerro Tololo  | M. W. Buie          | —         | MPC                           |
| 245918             | 2006 QF185 | 28 ago 2006 | Kitt Peak     | Spacewatch          | —         | MPC                           |
| 245919             | 2006 RX2   | 12 set 2006 | Catalina      | CSS                 | —         | MPC                           |
| 245920             | 2006 RG4   | 12 set 2006 | Catalina      | CSS                 | Brangane  | MPC                           |
| 245921             | 2006 RT8   | 12 set 2006 | Catalina      | CSS                 | —         | MPC                           |
| 245922             | 2006 RY11  | 13 set 2006 | Palomar       | NEAT                | —         | MPC                           |
| 245923             | 2006 RU12  | 14 set 2006 | Kitt Peak     | Spacewatch          | —         | MPC                           |
| 245924             | 2006 RJ13  | 14 set 2006 | Kitt Peak     | Spacewatch          | —         | MPC                           |
| 245925             | 2006 RT15  | 14 set 2006 | Catalina      | CSS                 | —         | MPC                           |
| 245926             | 2006 RU18  | 14 set 2006 | Palomar       | NEAT                | —         | MPC                           |
| 245927             | 2006 RG19  | 14 set 2006 | Kitt Peak     | Spacewatch          | —         | MPC                           |
| 245928             | 2006 RG20  | 15 set 2006 | Socorro       | LINEAR              | —         | MPC                           |
| 245929             | 2006 RV21  | 15 set 2006 | Catalina      | CSS                 | —         | MPC                           |
| 245930             | 2006 RZ21  | 15 set 2006 | Catalina      | CSS                 | —         | MPC                           |
| 245931             | 2006 RW30  | 15 set 2006 | Socorro       | LINEAR              | —         | MPC                           |
| 245932             | 2006 RP34  | 13 set 2006 | Palomar       | NEAT                | —         | MPC                           |
| 245933             | 2006 RF47  | 14 set 2006 | Kitt Peak     | Spacewatch          | —         | MPC                           |
| 245934             | 2006 RT51  | 14 set 2006 | Kitt Peak     | Spacewatch          | Themis    | MPC                           |
| 245935             | 2006 RY53  | 14 set 2006 | Kitt Peak     | Spacewatch          | —         | MPC                           |
| 245936             | 2006 RG64  | 12 set 2006 | Catalina      | CSS                 | —         | MPC                           |
| 245937             | 2006 RS65  | 14 set 2006 | Palomar       | NEAT                | —         | MPC                           |
| 245938             | 2006 RB73  | 15 set 2006 | Kitt Peak     | Spacewatch          | —         | MPC                           |
| 245939             | 2006 RR78  | 15 set 2006 | Kitt Peak     | Spacewatch          | —         | MPC                           |
| 245940             | 2006 RM79  | 15 set 2006 | Kitt Peak     | Spacewatch          | —         | MPC                           |
| 245941             | 2006 RL83  | 15 set 2006 | Kitt Peak     | Spacewatch          | —         | MPC                           |
| 245942             | 2006 RS104 | 15 set 2006 | Apache Point  | A. C. Becker        | —         | MPC                           |
| 245943 Davidjoseph | 2006 RZ114 | 14 set 2006 | Mauna Kea     | J. Masiero          | —         | MPC                           |
| 245944             | 2006 SH2   | 16 set 2006 | Catalina      | CSS                 | —         | MPC                           |
| 245945             | 2006 SX12  | 17 set 2006 | Kitt Peak     | Spacewatch          | —         | MPC                           |
| 245946             | 2006 SF16  | 17 set 2006 | Catalina      | CSS                 | —         | MPC                           |
| 245947             | 2006 SK16  | 17 set 2006 | Kitt Peak     | Spacewatch          | —         | MPC                           |
| 245948             | 2006 SJ19  | 18 set 2006 | Catalina      | CSS                 | —         | MPC                           |
| 245949             | 2006 SG21  | 16 set 2006 | Anderson Mesa | LONEOS              | —         | MPC                           |
| 245950             | 2006 SD26  | 16 set 2006 | Catalina      | CSS                 | —         | MPC                           |
| 245951             | 2006 SO26  | 16 set 2006 | Anderson Mesa | LONEOS              | —         | MPC                           |
| 245952             | 2006 SO27  | 16 set 2006 | Catalina      | CSS                 | —         | MPC                           |
| 245953             | 2006 SS36  | 17 set 2006 | Catalina      | CSS                 | —         | MPC                           |
| 245954             | 2006 SR42  | 18 set 2006 | Catalina      | CSS                 | —         | MPC                           |
| 245955             | 2006 SA46  | 18 set 2006 | Socorro       | LINEAR              | —         | MPC                           |
| 245956             | 2006 SW46  | 19 set 2006 | Catalina      | CSS                 | —         | MPC                           |
| 245957             | 2006 SX48  | 18 set 2006 | Anderson Mesa | LONEOS              | —         | MPC                           |
| 245958             | 2006 SR51  | 17 set 2006 | Anderson Mesa | LONEOS              | —         | MPC                           |
| 245959             | 2006 SY55  | 18 set 2006 | Socorro       | LINEAR              | —         | MPC                           |
| 245960             | 2006 SF57  | 16 set 2006 | Catalina      | CSS                 | —         | MPC                           |
| 245961             | 2006 SD58  | 18 set 2006 | Catalina      | CSS                 | —         | MPC                           |
| 245962             | 2006 SE59  | 16 set 2006 | Catalina      | CSS                 | —         | MPC                           |
| 245963             | 2006 SH65  | 16 set 2006 | Anderson Mesa | LONEOS              | —         | MPC                           |
| 245964             | 2006 SC75  | 19 set 2006 | Kitt Peak     | Spacewatch          | —         | MPC                           |
| 245965             | 2006 SU79  | 17 set 2006 | Catalina      | CSS                 | —         | MPC                           |
| 245966             | 2006 SL84  | 18 set 2006 | Kitt Peak     | Spacewatch          | Ursula    | MPC                           |
| 245967             | 2006 SC88  | 18 set 2006 | Kitt Peak     | Spacewatch          | —         | MPC                           |
| 245968             | 2006 SE90  | 18 set 2006 | Kitt Peak     | Spacewatch          | —         | MPC                           |
| 245969             | 2006 SL95  | 18 set 2006 | Kitt Peak     | Spacewatch          | —         | MPC                           |
| 245970             | 2006 SZ98  | 18 set 2006 | Kitt Peak     | Spacewatch          | —         | MPC                           |
| 245971             | 2006 SX107 | 19 set 2006 | Catalina      | CSS                 | —         | MPC                           |
| 245972             | 2006 SR111 | 22 set 2006 | Catalina      | CSS                 | —         | MPC                           |
| 245973             | 2006 ST112 | 23 set 2006 | Kitt Peak     | Spacewatch          | —         | MPC                           |
| 245974             | 2006 SU115 | 24 set 2006 | Anderson Mesa | LONEOS              | —         | MPC                           |
| 245975             | 2006 SL124 | 19 set 2006 | Catalina      | CSS                 | —         | MPC                           |
| 245976             | 2006 SH126 | 21 set 2006 | Anderson Mesa | LONEOS              | —         | MPC                           |
| 245977             | 2006 SV128 | 17 set 2006 | Catalina      | CSS                 | —         | MPC                           |
| 245978             | 2006 SY131 | 16 set 2006 | Catalina      | CSS                 | —         | MPC                           |
| 245979             | 2006 SX134 | 20 set 2006 | Anderson Mesa | LONEOS              | —         | MPC                           |
| 245980             | 2006 SD154 | 20 set 2006 | Anderson Mesa | LONEOS              | —         | MPC                           |
| 245981             | 2006 SN155 | 22 set 2006 | Catalina      | CSS                 | —         | MPC                           |
| 245982             | 2006 SW166 | 25 set 2006 | Kitt Peak     | Spacewatch          | —         | MPC                           |
| 245983 Machholz    | 2006 SG198 | 26 set 2006 | Molėtai Obs.  | K. Černis           | —         | MPC                           |
| 245984             | 2006 SX209 | 26 set 2006 | Mount Lemmon  | Mount Lemmon Survey | —         | MPC                           |
| 245985             | 2006 SA213 | 26 set 2006 | Catalina      | CSS                 | —         | MPC                           |
| 245986             | 2006 SU214 | 27 set 2006 | Socorro       | LINEAR              | —         | MPC                           |
| 245987             | 2006 SY223 | 25 set 2006 | Mount Lemmon  | Mount Lemmon Survey | —         | MPC                           |
| 245988             | 2006 SM228 | 26 set 2006 | Kitt Peak     | Spacewatch          | —         | MPC                           |
| 245989             | 2006 SG255 | 26 set 2006 | Catalina      | CSS                 | —         | MPC                           |
| 245990             | 2006 SF270 | 27 set 2006 | Kitt Peak     | Spacewatch          | Brangane  | MPC                           |
| 245991             | 2006 SK274 | 27 set 2006 | Kitt Peak     | Spacewatch          | —         | MPC                           |
| 245992             | 2006 SL278 | 28 set 2006 | Catalina      | CSS                 | —         | MPC                           |
| 245993             | 2006 SZ279 | 28 set 2006 | Catalina      | CSS                 | —         | MPC                           |
| 245994             | 2006 SS281 | 18 set 2006 | Catalina      | CSS                 | —         | MPC                           |
| 245995             | 2006 SN301 | 26 set 2006 | Catalina      | CSS                 | —         | MPC                           |
| 245996             | 2006 SH303 | 27 set 2006 | Kitt Peak     | Spacewatch          | —         | MPC                           |
| 245997             | 2006 SX306 | 27 set 2006 | Kitt Peak     | Spacewatch          | —         | MPC                           |
| 245998             | 2006 SL308 | 27 set 2006 | Kitt Peak     | Spacewatch          | —         | MPC                           |
| 245999             | 2006 SA319 | 27 set 2006 | Kitt Peak     | Spacewatch          | Brangane  | MPC                           |
| 246000             | 2006 SC334 | 28 set 2006 | Kitt Peak     | Spacewatch          | —         | MPC                           |